# Abarth
Abarth & C. ist ein italienischer Automobilhersteller sowie Automobiltuner mit Sitz in Turin. Das Unternehmen wurde 1949 in Bologna gegründet und gehört seit 1971 zu Fiat. Nach der Fusion von FCA und PSA zu Stellantis stellt Abarth eine der Marken im neuen Konzern dar.
Die Bezeichnung Abarth wird heute als Marke für besonders leistungsstarke Modelle der Fiat-Pkw verwendet. Das Firmenlogo zeigt einen Skorpion als Anlehnung an das Sternzeichen des Firmengründers Carlo Abarth.

## Geschichte
Das Unternehmen Abarth & C. wurde 1949 in Bologna von Carlo Abarth, einem in Italien lebenden österreichischen Motorradrennfahrer und Unternehmer, und Armando Scagliarini gegründet. Der Firmensitz wurde bald nach Turin verlegt.
Beim Bau eigener Modelle spezialisierte Abarth sich auf Sportwagen mit kleinem Hubraum. In den Anfängen entstanden diverse Einzelstücke und Fahrzeuge in kleinsten Serien mit speziellen Karosserien unterschiedlichster Designer und Karosseriebauer, darunter Allemano, Beccaris, Bertone, Boano, Luigi Colani, Ellena, Francis Lombardi, Ghia, Giorgio Giugiaro, Pininfarina, Sibona-Basano, Vignale, Viotti und Zagato. Bekannt wurde die Firma Abarth aber als Automobiltuner.
In den 1950er- und 1960er-Jahren wurden Fahrzeuge von Fiat, Simca und Alfa Romeo renntauglich gemacht. Für den Rennstall Abarth fuhren Fahrer wie:
- Johann Abt
- Kurt Ahrens[1]
- Derek Bell
- Friedrich Bryzmann
- Ernst Furtmayr
- Hans Herrmann
- Arturo Merzario
- Engelbert Möll
- Jochen Neerpasch
- Hans Ortner
- Walter Röhrl
- Franco Patria

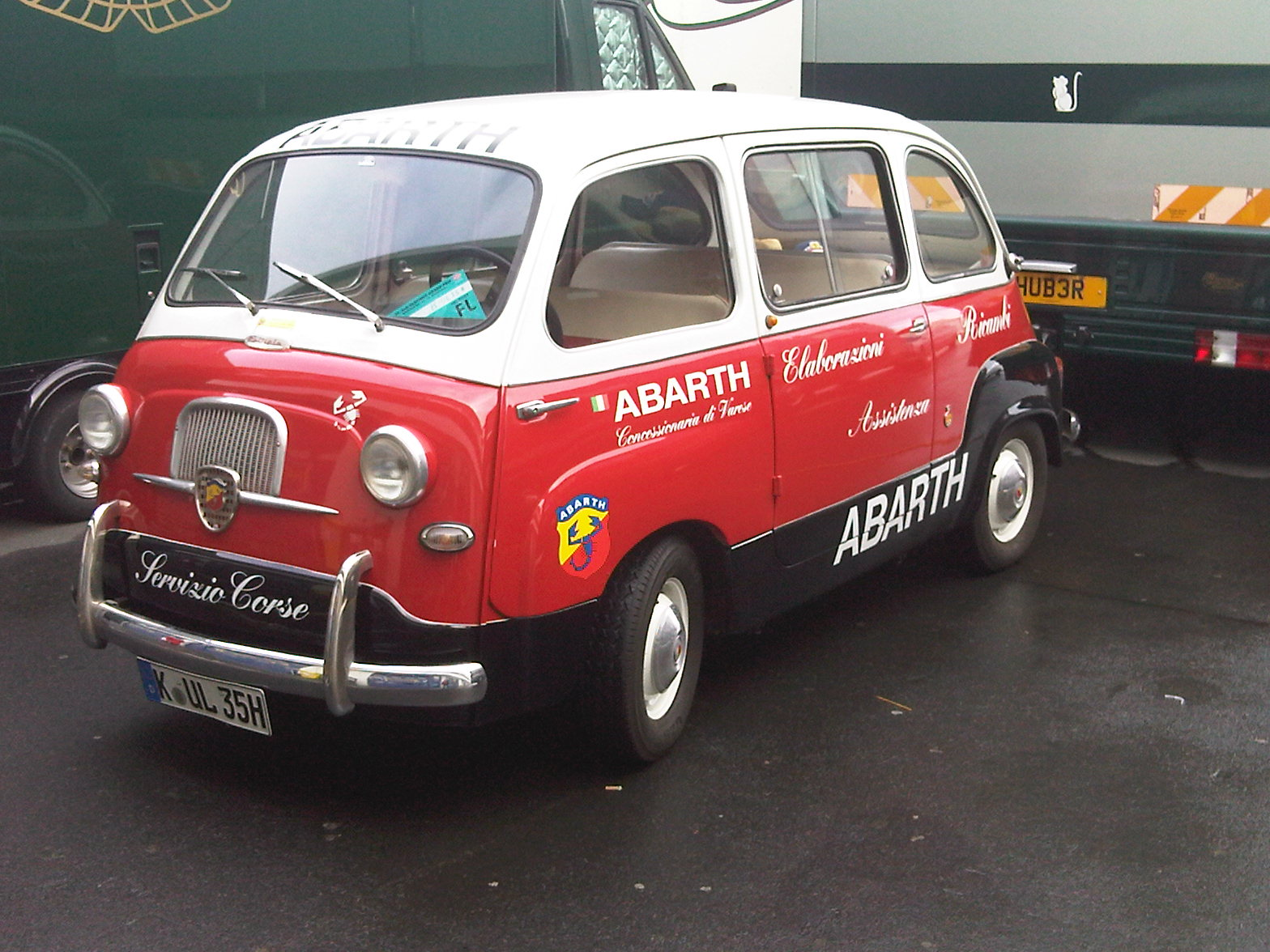
Fiat 600 Multipla Abarth

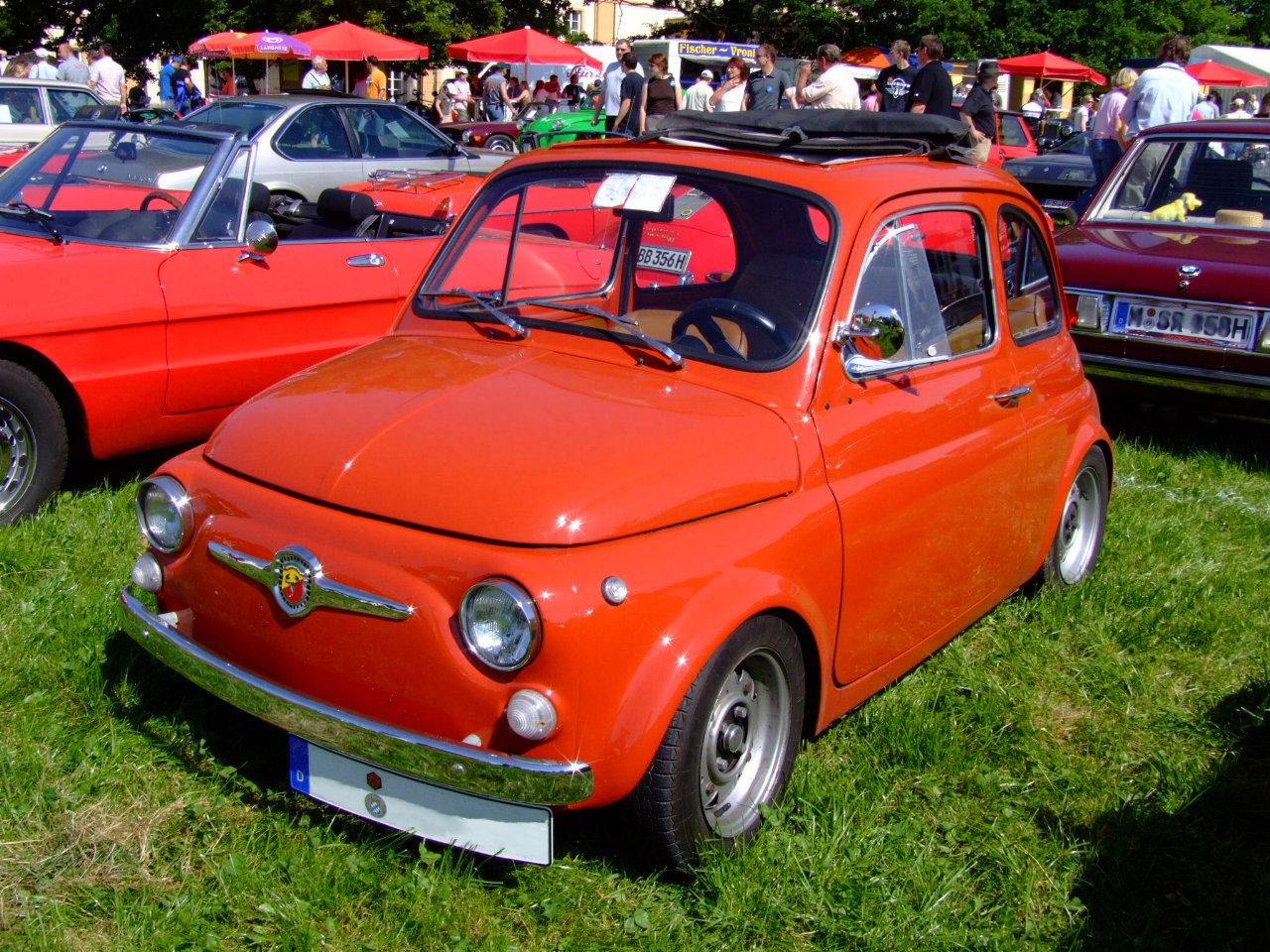
Abarth 500 (1973)

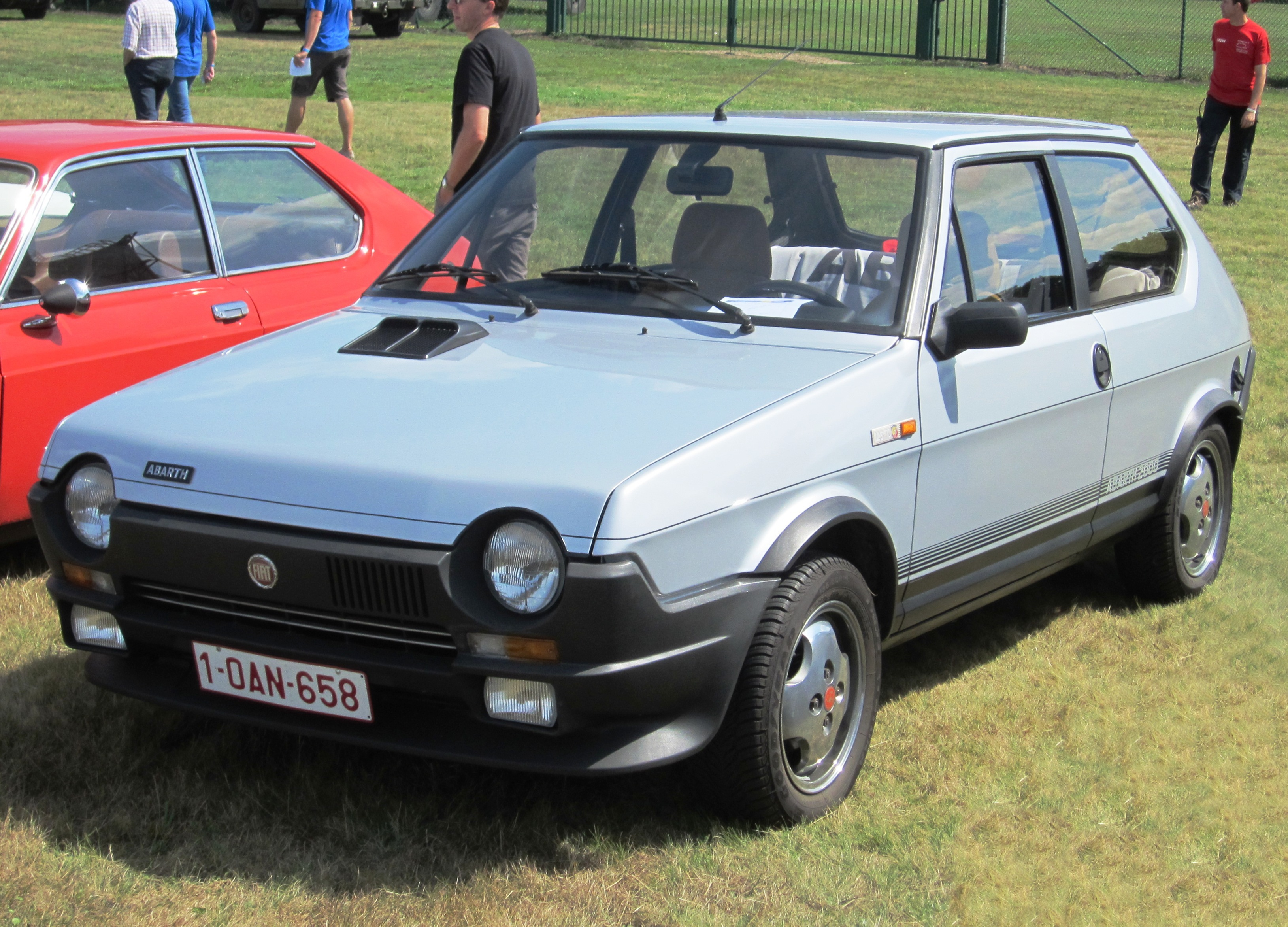
Fiat Ritmo Abarth 125 TC (1983)

1971 verkaufte Carlo Abarth das Unternehmen und die Namensrechte an den Fiat-Konzern. Die Motorsport-Abteilung übernahm dagegen Abarths ehemaliger Mitarbeiter Enzo Osella, der auf dieser Grundlage seinen Rennstall Osella Squadra Corse aufbaute. Die Übernahme der Automobilsparte durch Fiat brachte einige Änderungen mit sich. Bis dahin hatten Abarths Autos auf Grund der enormen Bandbreite der Modellpalette jährlich bis zu 600 Renn- und Klassensiege eingefahren. Mit dem auch in Italien spürbaren Trend zu mehr Hubraum sank der Erfolg seines Geschäftsmodells. Hinzu kam, dass die Basisfahrzeuge für die getunten Modelle nicht mehr produziert wurden.
Im Jahr 1976 wurden die Motorsportaktivitäten von Fiat und Lancia zusammengelegt. Bis dahin hatten die Firmen etwa mit dem Lancia Stratos und dem Fiat 124 Spider in Konkurrenz zueinander gestanden, ab diesem Zeitpunkt sollten die Aktivitäten im Konzern besser koordiniert werden.
Unter dem Namen Abarth Corse wurde eine gemeinsame Motorsportabteilung gegründet, die ihren Sitz in alten Hallen am Corso Marche in Turin hatte. Leiter dieser Motorsportabteilung war Aurelio Lampredi, der Entwicklungsingenieur war Sergio Limone und der Tester Giorgio Pianta, Abarth hatte dort etwa 100 Mitarbeiter.
Ab jetzt wurden Serienprodukte nur noch gefertigt, soweit es die Homologation für den Motorsport erforderlich machte, ansonsten konzentrierte sich Abarth ausschließlich auf die Sportaktivitäten.
In dieser Zeit entwickelte Produkte waren der SE030, ein Fahrzeug auf Basis des Fiat 131 mit dem Motor des 130 und extremen Karosseriemodifikationen für den Giro d’Italia, der Fiat 131 Abarth Rally für den Rally-Einsatz, der Lancia Rally 037 auf Basis des Lancia Beta Montecarlo, ebenfalls ein reines Rally-Fahrzeug und der Lancia Delta S4.
Nach dem Ende der Rally-Gruppe B wurde der SE043 Lancia Delta HF 4WD aus einem reinen Serienprodukt entwickelt, das ursprünglich nicht für Wettbewerbe vorgesehen war und von Abarth wettbewerbstauglich weiterentwickelt wurde. Daraus wurden mit den SE044, SE045 und SE050 Lancia Delta Integrale (8V, 16V und Evo) in unterschiedlichen Entwicklungsstufen von Abarth primär wettbewerbsorientierte Fahrzeuge entwickelt, die dann in Serie gefertigt wurden.
Heute wird die Bezeichnung Abarth von Fiat für die sportlichen Ableger der Modellreihen des Konzerns verwendet, die mit leistungsgesteigerten Motoren ausgestattet werden; man orientiert sich dabei an ähnlichen Verfahrensweisen anderer Automobilhersteller. In den achtziger Jahren waren dies der Ritmo Abarth 125TC und 130TC, die mit einem Hubraum von 2000 cm³ serienmäßig auf 125 PS (92 kW) und 130 PS (96 kW) gebracht wurden. Die Ableger der Fiatmodelle Cinquecento, Seicento, Punto, Bravo und Stilo hingegen waren jedoch nur als Ausstattungslinie präsent. Für den Tipo und Tempra gab es nur Abarth-Zubehörteile. Seit Ende 2007/Anfang 2008 sind die Modelle Fiat Grande Punto und der Fiat 500 (2007) als Abarth Ausführungen erhältlich. Der neue 500 leistet als Abarth 99 kW (135 PS) und als Abarth esseesse 118 kW (160 PS). Der Grande Punto wird als Abarth mit 114 kW (155 PS) und als Abarth esseesse mit 132 kW (179 PS) angeboten.
Ab Mitte 2010 war der überarbeitete Fiat Punto Abarth Evo erhältlich. Dieser leistet 163 PS.

## Modelle

### Eigenkonstruktionen
Diese Gruppe umfasst Autos mit einem eigenständigen Erscheinungsbild. Abarth griff, falls möglich, auf Serienteile zurück.
- Monomille GT

Dieses nicht mehr von Zagato entworfene Coupé war straßentauglich. Der Hubraum betrug 1000 cm³. „Mono“ stand für eine Nockenwelle.

#### Straßenautos
- Fiat Abarth 750 GT Zagato 1956

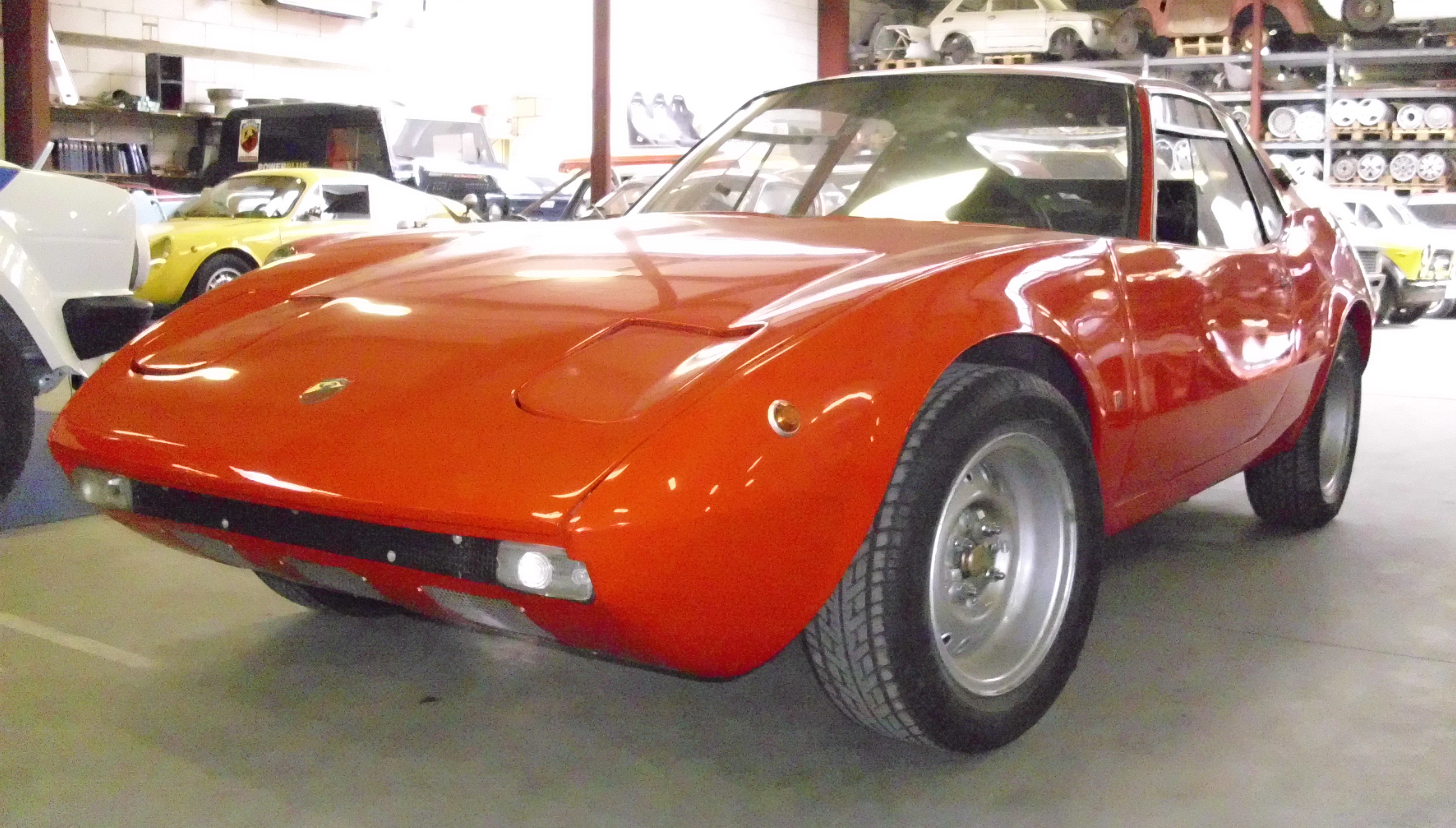
Abarth Scorpione (1969)

- Fiat Abarth 1300 Scorpione,[3] genannt Scorpione. Die selbsttragende Karosserie (auf der Bodengruppe des Fiat 850) stammte vom Lombardi Grand Prix, der Motor war aus dem Fiat 124, wurde von Abarth auf 55 kW (75 PS) gebracht und mit einer Kupplungsglocke versehen, die auf das Getriebe des 850ers passte. Die Karosserie bot zwei Personen Platz, hatte Klappscheinwerfer und einen Einzelwischer. Bei einem Leergewicht von 670 kg lag das Leistungsgewicht bei 8,9 kg/PS. Die Höchstgeschwindigkeit betrug 185 km/h. Vorgestellt wurde das Modell in Paris 1968.

#### Rennwagen

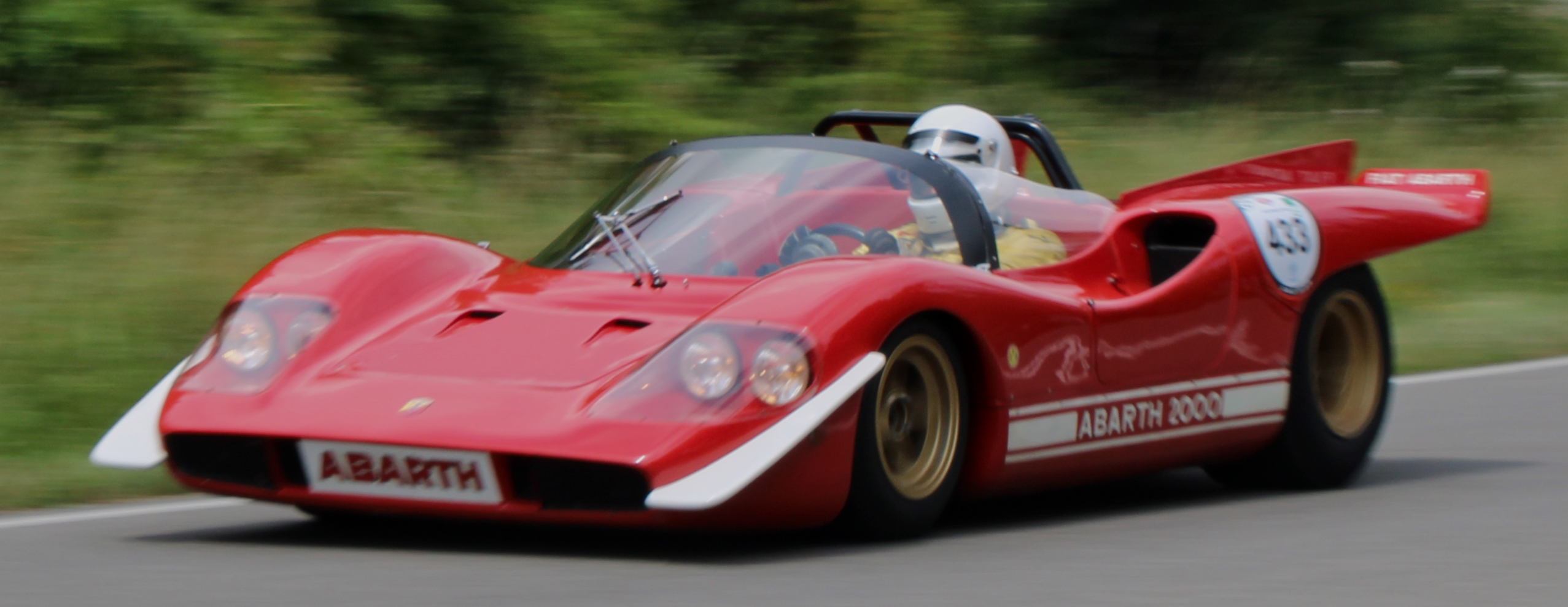
Abarth 2000 Sport Spider beim Solitude Revival 2019

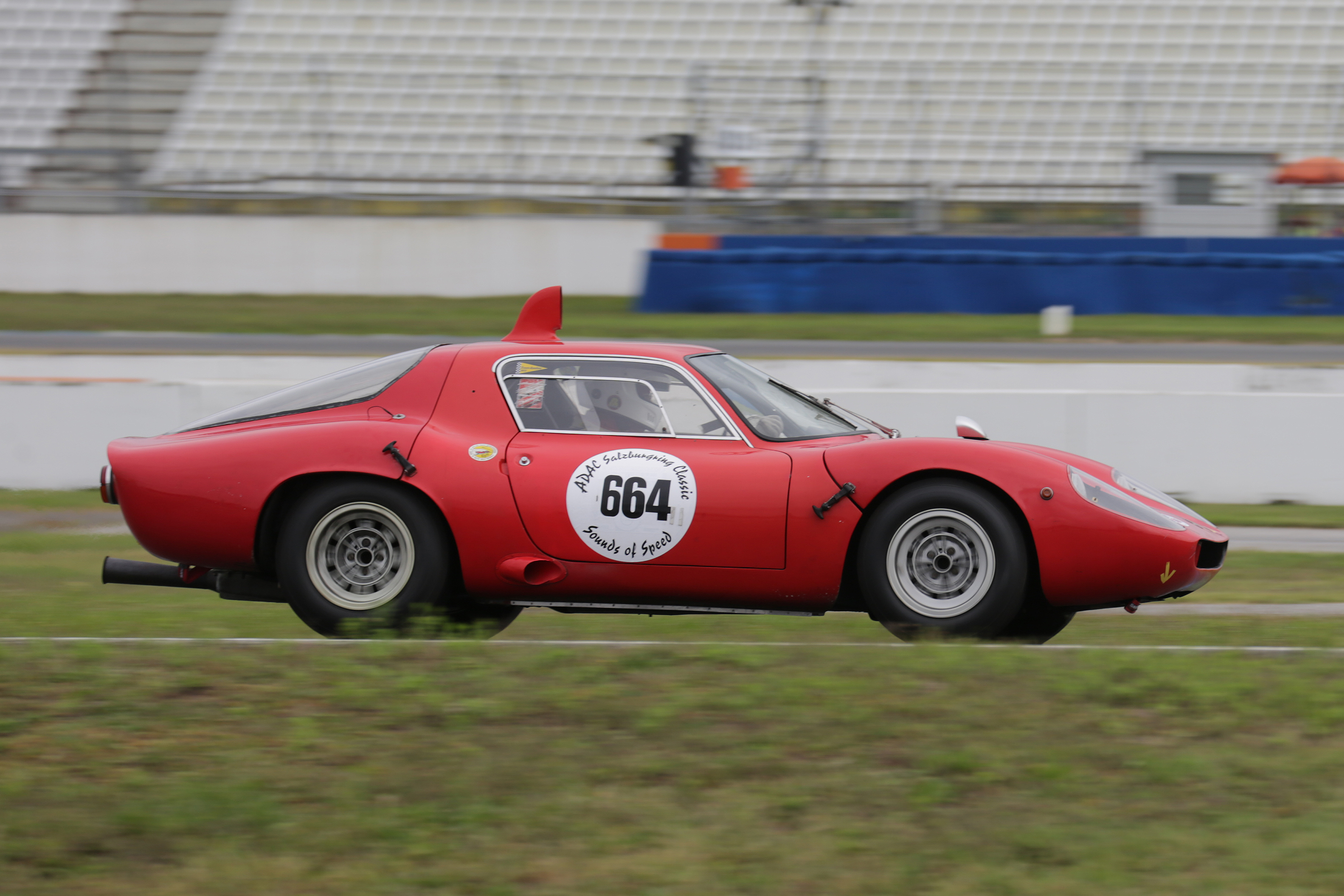
Abarth 1300 OT (Omologato Turismo) "Periscopio", Bj. 1968, 1300 cm³. Dies ist die späte Version mit dem von Abarth selbst gebauten Motor, nachdem die Zusammenarbeit mit Simca endete

- Abarth Simca 1300: Nur die Bodengruppe stammte vom Simca 1000, der Motor wurde von Ing. Luciano Fochi konstruiert. Die Stückzahl erreichte knapp die zur Homologation erforderlichen 50 Fahrzeuge. Daten: 1288 cm³, 94–102 kW (128–139 PS), Höchstgeschwindigkeit 230–250 km/h.
- 207A Spider Boano 1955
- Fiat Abarth 750 (1957)[5]
- 1000 P (1963)
- Fiat Abarth 1300 Spider Tubolare 1963. Dieses Modell gab es auch mit 1000 cm³ Hubraum. Die Namen Spider Sport 1000, Spider Sport Tubolare und Abarth 1000 Sport waren gebräuchlich. Von der Version mit 1000 cm³ wurden vier Exemplare gebaut. Die 74 kW (100 PS) des Motors in Verbindung mit einem Gesamtgewicht von 420 kg reichten aus, bei engen, kurvenreichen Bergrennen Gesamtsiege gegen weitaus stärkere Konkurrenz zu erringen, so mit dem Schweizer Tommy Spychiger beim Bergpreis La Bolzano-Mendola 1963. Die Karosserie war offen und hatte eine flache Windschutzscheibe, die fast nahtlos in die noch niedrigeren Seitenscheiben überging. Die Gesamthöhe betrug 103 cm.
- Abarth 2000, 1964
- Fiat Abarth OT 2000 1966
- 1300 OT (1967)
- Abarth 2000 Sport Spider 1968
- 1000 Spider (1969)

Das Spektrum der nicht nur modifizierten, sondern selbst hergestellten Fahrzeuge erscheint für die Größe der Firma und die kurze Firmengeschichte sehr breit. Kleine, leichte Modelle mit (auch für zeitgenössische Vorstellungen) wenig Hubraum waren bei Automobilrennen oft nicht nur in ihrer Klasse, sondern auch im Gesamtklassement erfolgreich.
Nach dem Verkauf der Marke Abarth an Fiat im Jahr 1971 wurde das Abarth-Rennteam von Vincenzo „Enzo“ Osella übernommen, der es unter dem Namen Osella Squadra Corse in Turin und später in Atella weiterführte und mit ihm sowohl bei Sportwagenrennen als auch im Formel-Sport bis hin zur Formel 1 (1980 bis 1990) antrat.

### Fremdfabrikate
Diese Aufstellung umfasst die Modelle mit Karosserie von Großserienherstellern.

#### Simca

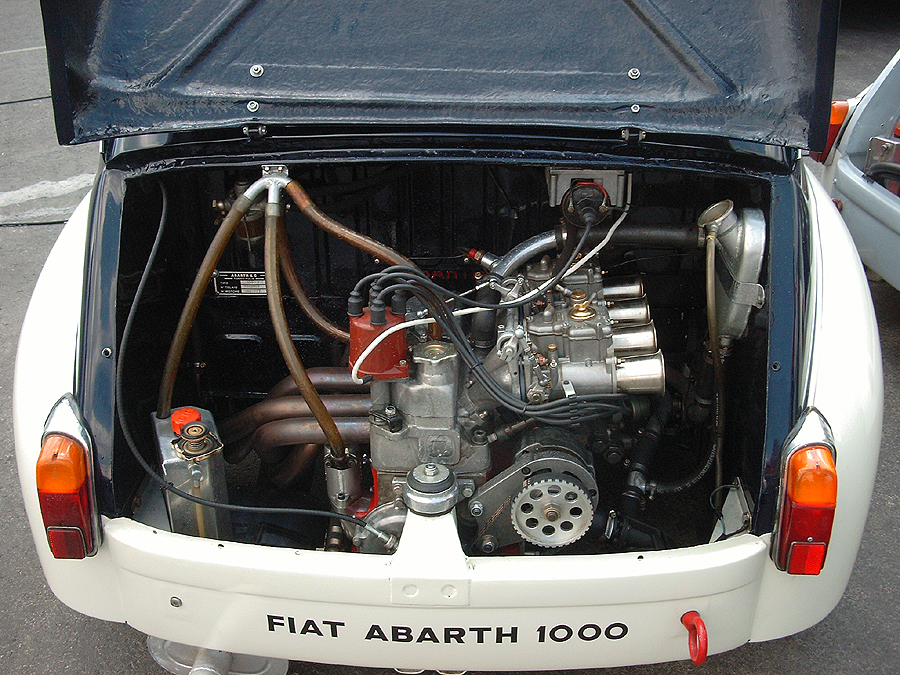
Motorraum eines Fiat Abarth 1000

Abarth tunte bzw. baute folgende Modelle auf Chassis von Simca:
- 1962–1966: Abarth-Simca 1300 mit 101 kW (138 PS) aus 1288 cm³
- 1963–1964: Abarth-Simca 2000 GT Corsa mit 141 kW (192 PS) aus 1946 cm³
- 1963–1965: Abarth-Simca 1150 (getunter Simca 1000) mit 40 kW (55 PS) aus 1138 cm³

#### Fiat

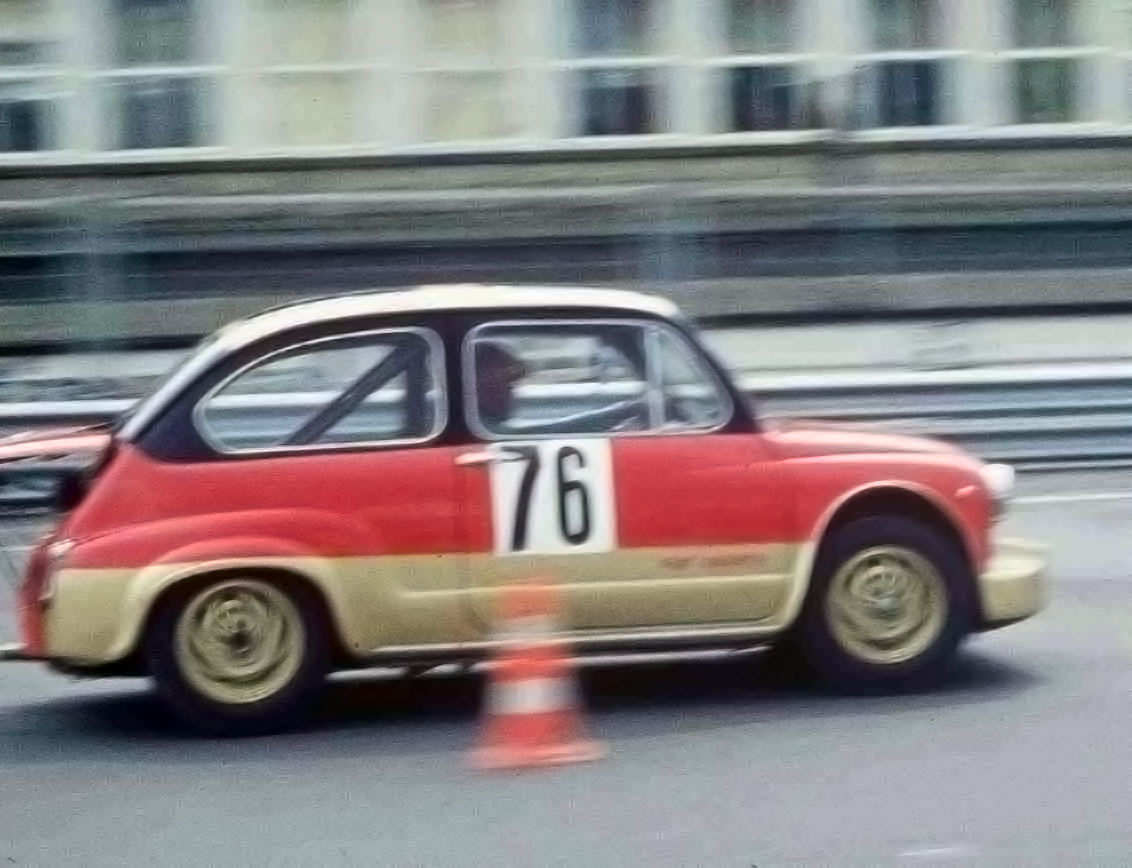
Abarth TC bei einem Slalom

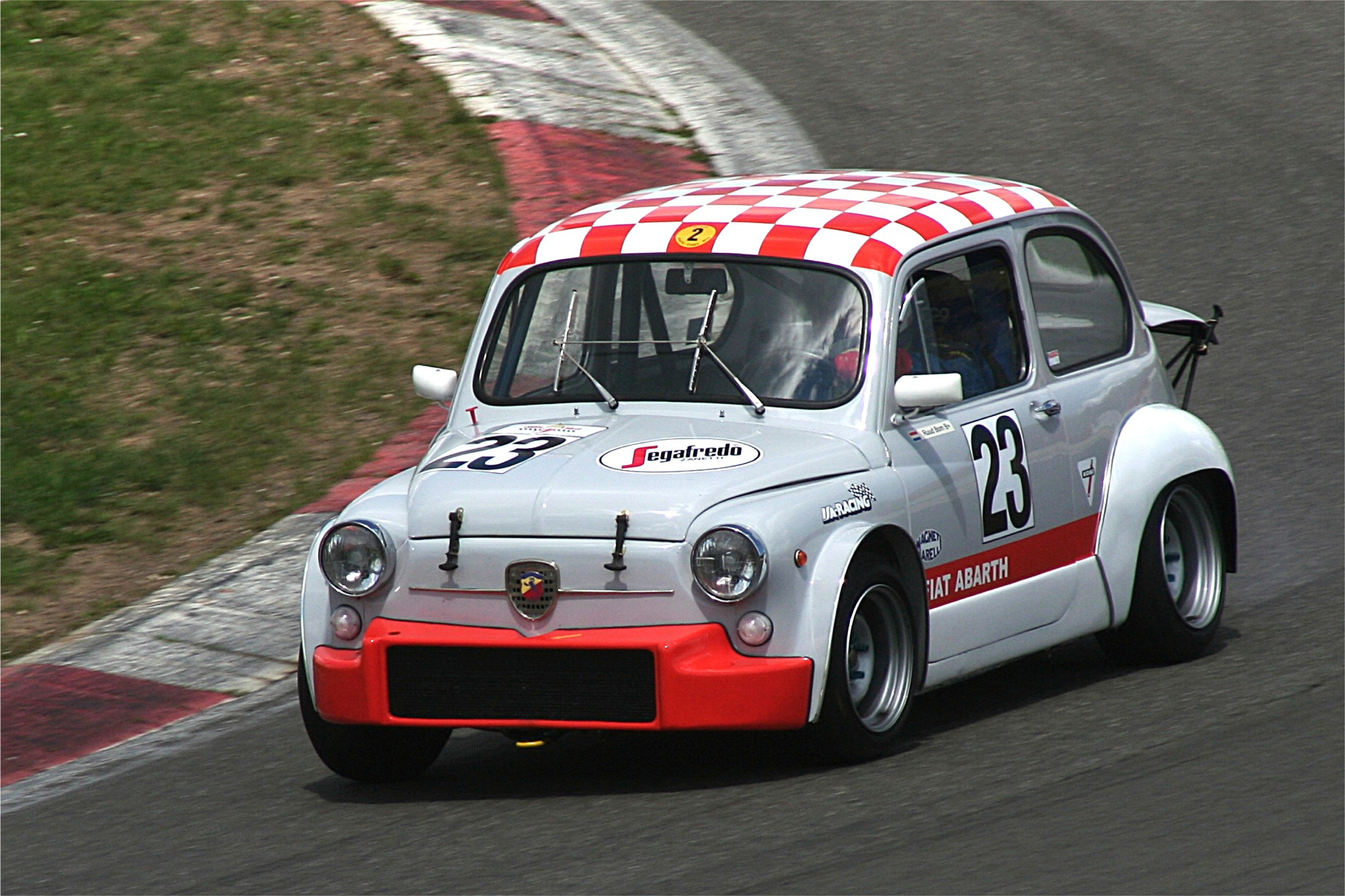
Fiat Abarth 1000 TC, Baujahr 1970, beim Oldtimer Festival des DAMC 05

- Fiat Nuova 500
- Fiat-Abarth 595: 594 cm³ Hubraum, 20 kW (27 PS), Vmax 120 km/h.
- Fiat-Abarth 595 SS: 23 kW (32 PS), zwei verschiedene Übersetzungen.
- Fiat-Abarth 695
- Fiat-Abarth 695 SS: 690 cm³, 28 kW (38 PS), 140 km/h, homologiert in Gruppe 2
- Fiat-Abarth 695 SS Corsa, homologiert in der Gruppe 5

Das Gewicht der Modelle lag zwischen 470 und 484 kg. Allerdings standen diese Modelle etwas im Schatten von Steyr-Puch. Zur Marktorientierung: der Fiat 500 wog um 520 kg und hatte 13 kW (18 PS).
- Fiat 600 Fiat-Abarth 850 bzw. Fiat-Abarth 1000, beide als TC, der 1000er auch TCR

Dieses war, gemessen an den Stückzahlen, das erfolgreichste Modell, wobei der Preis von damals eine Homologation in der Gruppe 1 verhinderte. Im Motorsport mit Tourenwagen der Gruppe 2 waren der 850er und der 1000er erdrückend überlegen. Die überwiegende Mehrzahl war nicht zum Verkehr zugelassen, sondern diente allein dem Rennbetrieb. Vielfach stammen die heute (2006) präsentierten Wagen nicht von Abarth selbst, sondern sind nachträglich modifizierte Fiats. Charakteristisch ist ab 1965 der vordere Wasserkühler.
- Fiat-Abarth 850 TC Corsa

Dieses ab 1961 in der damaligen Gruppe 2 homologierte Modell wog 583 kg und hatte einen getunten 847-cm³-Motor im Heck, der aus der Baureihe Fiat 850 stammte. Wohlgemerkt, nur der Motor; die Karosserie entsprach der des Fiat 600 und hatte je nach Baujahr erst hinten, später vorn angeschlagene Türen. Bei einer Kompression von 12,5:1 betrug die Leistung 57 kW (78 PS). Weitere technische Daten: hängende Ventile (acht), seitliche, über Kette angetriebene Nockenwelle, Leichtmetall-Zylinderkopf, dreifach gelagerte Kurbelwelle, Zentrifugal-Ölfilter im Hauptstrom, ein Fallstrom-Doppelvergaser Weber 36 DCD 7, elektrische Bendix-Benzinpumpe, Fünfgang-Getriebe mit wählbaren Untersetzungsverhältnissen für Achsantrieb und die Gänge 2,3,4 und 5, Girling-Vierrad-Scheibenbremse, ø vorn 21,1 cm, hinten 22 cm, Benzintank 31 l, auf Wunsch 40, 50, 60 oder 70 l, Höchstgeschwindigkeit 180 km/h.
Dem Basismotor merkt man an, dass Wirtschaftlichkeit das primäre Entwicklungsziel war, nicht die Leistung. Die letztlich erreichte Leistung ist erstaunlich und war für das leichte Auto die Basis der zahlreichen Erfolge in der 850-cm³-Klasse. Die anspruchsvollen technischen Details führten dazu, dass der Preis etwa vier- bis fünfmal höher war als derjenige des Basismodells.
- Fiat 850 Coupé verschiedene Typen bis 136 kW (185 PS)
- Fiat Abarth OTSS 1000 (1965), auch basierend auf dem Fiat 850 Coupé
- Fiat 124 Spider Abarth
- Fiat 131 Rally Abarth

#### Autobianchi
- Autobianchi A112

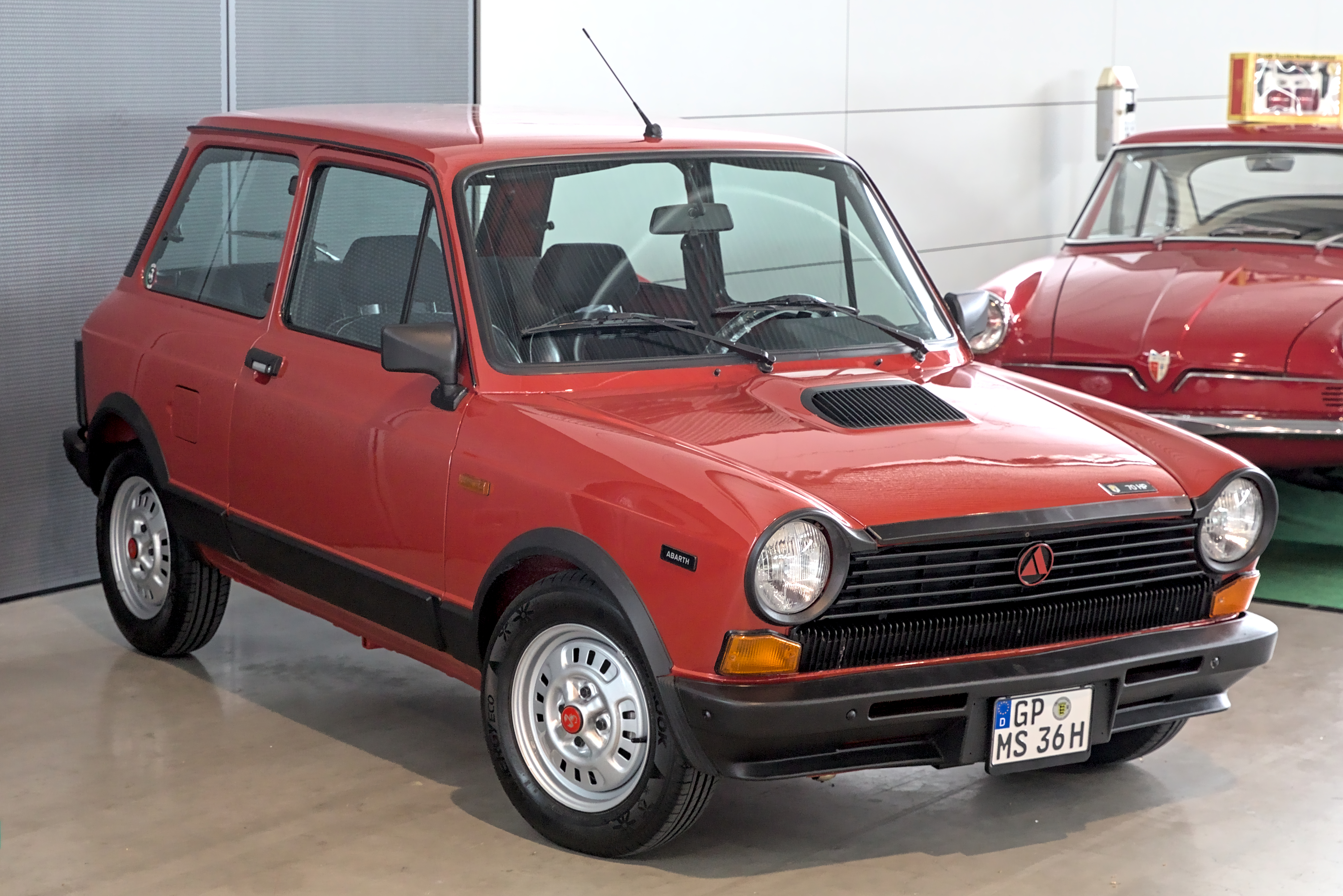
Autobianchi A112 Abarth

- In den 1970er und 1980er Jahren wurden Abarth-Versionen des Autobianchi A112 hergestellt. Der kurze Radstand, das geringe Gewicht (700 kg) und die ebenso kraftvollen wie drehfreudigen Motoren (51 kW/70 PS) sorgten für überdurchschnittliche Fahrleistungen.

#### Ferrari
1953 diente auch ein Ferrari als Basisfahrzeug.

#### Lancia
- Lancia 037 (Rally) (reines Wettbewerbsfahrzeug mit kleiner Homologationsserie)
- Lancia Delta S4 (reines Wettbewerbsfahrzeug mit kleiner Homologationsserie)
- Lancia Delta Integrale (aus einem Serienprodukt abgeleitetes, straßentaugliches Wettbewerbsfahrzeug)

## Einzelheiten zu denAbarth-Automobilen
Automobile der Marke Abarth entstehen seit 1949. Den Anfang bildeten zweisitzige Rennsportwagen, die in der Tradition der Cisitalia-Automobile standen, wo Carlo Abarth in den Nachkriegsjahren bis 1949 die Rennabteilung geleitet hatte. Zahlreiche weitere Rennsportwagenmodelle folgten kontinuierlich von 1955 bis 1975. Ab 1952 stellte Abarth regelmäßig besondere Konzeptfahrzeuge für Automobilmessen her, die Unikate blieben oder in nur sehr wenigen Einzelstücken entstanden. Die Reihe der „Show Cars“ endete zunächst 1958, als Abarth mit dem Bau von Serienfahrzeugen ausgelastet war. Mitte und Ende der 1960er-Jahre griff das Unternehmen die Tradition der Konzeptfahrzeuge und Designstudien nochmals auf; Hintergrund waren strukturelle Veränderungen des Unternehmens Abarth & C. die 1971 schließlich zur Integration in den Fiat-Konzern führten.
Den zahlenmäßig größten Anteil an der Fahrzeugproduktion machten die serienmäßigen Abarth-Straßenmodelle aus, die ab 1956 bis in die späten 1980er-Jahre entstanden, zuletzt als reine Modellvarianten des Mutterhauses Fiat und dessen Tochterunternehmen Autobianchi. Die Grenze zwischen den Straßen- und den Rennsportmodellen war vielfach fließend, so bei den straßenzulassungsfähigen Homologationsmodellen. Eine Sonderstellung nehmen die Abarth-Rekordfahrzeuge aus den Jahren 1956 bis 1966 ein, ferner die Monoposto-Rennwagen von 1964 bis 1972 und nochmals 1979 sowie die speziellen Rallye-Fahrzeuge von 1971 bis in die Mitte der 1980er-Jahre, zuletzt für Lancia.

### ErsteAbarth-Modelle (1949 bis 1955)
Die ersten Personenwagen, die den Namen Abarth in der Modellbezeichnung trugen beziehungsweise unter dem Markennamen Abarth erschienen, stammten aus den Jahren 1949 bis 1955. Es handelt sich um Modelle, die nur als Unikate beziehungsweise in sehr wenigen Einzelstücken entstanden, teils vorrangig für den Rennsport, teils vorrangig als Designstücke zu Ausstellungszwecken. Insgesamt lassen sich zumindest elf verschiedene Modelle unterscheiden; ihre Gemeinsamkeit ist die Auslegung mit Frontmotor, handgeschaltetem Vierganggetriebe und Hinterradantrieb. Die technische Basis stammte von Cisitalia, Fiat, Ferrari, Alfa Romeo, Renault und in einem Fall vermutlich Simca; das Karosseriedesign stammte teils von Abarth selbst oder den Designbüros von Vignale, Bertone, Ghia und Boano, die dann auch jeweils den Karosseriebau übernahmen.
Das erste Modell war der Cisitalia Abarth 204A Spyder Corsa, ein offener zweisitziger Rennsportwagen aus dem Jahr 1949. Die Fahrzeuge trugen Abarths Projektnummer 204A; Carlo Abarth hatte das Modell noch als Cisitalia-Rennleiter entwickelt und setzte die Fertigung fort, als er und Cisitalia-Inhaber Piero Dusio sich 1950 trennten. Der leistungsgesteigerte Motor und das Getriebe stammten vom Fiat 1100 und entsprachen dem Cisitalia 202, das Chassis und die einfache Karosserie war ein eigener Entwurf. Der Radstand betrug nur 2100 Millimeter, die vordere Spurweite 1250 und die hintere 1240 Millimeter.
Das nächste eigenständige Modell stellte Abarth erst 1951 fertig, den Abarth 205A Berlinetta Vignale, ein geschlossener zweisitziger Rennsportwagen. Die Fahrzeuge trugen Abarths Projektnummer 205A; Motor und Getriebe stammten wiederum vom Fiat 1100, auf Wunsch war das Vierzylinder-Reihen-Triebwerk jedoch auf rund 1200 Kubikzentimeter vergrößert. Das Chassis war weitgehend eigenständig. Bei der Karosserie arbeitete Abarth erstmals mit einem namhaften Designbüro zusammen, der Carrozzeria Vignale. Der Radstand von 2210 Millimeter war um 11 Zentimeter länger als der des Rennsport-Spiders; die vordere Spurweite betrug 1258 Millimeter, die hintere 1248.
Ein Jahr später folgte der Abarth 1500 Coupé Biposto Bertone, ein ungewöhnlich gestaltetes, Aufsehen erregendes zweisitziges Coupé, das vorrangig als „Show Car“ für Ausstellungszwecke konzipiert war. Motor und Getriebe stammten wiederum von Fiat, nunmehr dem Modell 1400, wobei das Triebwerk auf rund 1500 Kubikzentimeter vergrößert war. Auch das Chassis stammte vom Fiat 1400; der Radstand betrug dementsprechend 2650 Millimeter, die vordere und hintere Spurweite 1320 Millimeter. Bei der Karosserie arbeitete Abarth erstmals mit der Carrozzeria Bertone zusammen.
Im Jahr 1953 entstanden erstmals nicht nur ein, sondern gleich drei neue Modelle, die jeweils eine andere technische Basis aufwiesen. Erstmals nutzte Abarth in einem Fall ein französisches Ausgangsmodell, in einem anderen Fall einen Ferrari, wobei die Hubräume erstmals 2,0 Liter erreichten:
Der Abarth GT von 1953 war wiederum ein ungewöhnlich gestaltetes, Aufsehen erregendes Coupé, das vorrangig als „Show Car“ für Ausstellungszwecke konzipiert war. Motor und Getriebe stammten aus französischer Produktion, je nach Quelle von Simca oder ein 2,0-Liter-Vierzylindermotor aus einem Renault. Das Chassis hatte einen Radstand von 2400 Millimeter, die vordere Spurweite betrug 1240 Millimeter und die hintere 1248. Äußerlich sehr ähnlich war der Abarth 103GT 1100 Ghia Coupé. Bei Abarth trug das Fahrzeug die Projektnummer 103GT; sie weicht von der üblichen Abarth-Typologie ab, beinhaltet vielmehr die Projektnummer des Fiat Nuova 1100 von 1953, was die Vermutung nahelegt, dass dieses Modell mit Unterstützung von Fiat entstand. Motor und Getriebe stammten von diesem neuen Fiat-Modell. Der Radstand betrug in diesem Fall 2420 Millimeter, die vordere Spurweite 1231 Millimeter und die hintere 1288. Erstmals zeichnete die Carrozzeria Ghia für das Design der beiden Abarth-Modelle verantwortlich.
Das dritte Abarth-Modell des Jahres 1953 war der ungewöhnliche Abarth Ferrari 166 Spyder Smontabile, ein offener zweisitziger Rennsportwagen. Das Fahrzeug trug die Projektnummer 166; auch sie weicht von der üblichen Abarth-Typologie ab, was die Vermutung nahelegt, dass dieses Modell mit Unterstützung von Ferrari entstand. Das Fahrzeug nutzte den Motor, das Getriebe und das Chassis des Ferrari 166 MM/53 mit der Chassisnummer 0262M, das ursprünglich als Vignale Spider karossiert war; der Radstand soll 2324 Millimeter betragen haben, ein eher ungewöhnliches Maß zwischen den regulären Inter- und den Mille-Miglia-/Export-Modellen. Die Besonderheit des von Abarth selbst gestalteten Modells war das geringe Gewicht der Leichtmetall-Karosserie sowie der Umstand, dass der Aufbau aus mehreren Teilen bestand, die einzeln abgenommen und gegebenenfalls separat ausgetauscht werden konnten (italienisch: „smontabile“; deutsch: „abnehmbar“).
Im Jahr 1954 entstanden zumindest vier neue Modelle, allesamt „Show Cars“ für Ausstellungszwecke, die wiederum eine unterschiedliche technische Basis aufwiesen. Erstmals nutzte Abarth in einem Fall einen Alfa Romeo als Ausgangsbasis, in einem anderen nun jedenfalls einen Renault.
Der Abarth Alfa Romeo 2000 Ghia Coupé zeigte ein elegantes Fließheck, gerundete Heckflossen und eine auffällige Zweifarblackierung. Motor, Getriebe und Chassis stammten von der Limousine Alfa Romeo 1900 Berlina; der Vierzylinder-Reihenmotor hatte 2,0 Liter Hubraum. Der Radstand betrug entsprechend der Limousine 2630 Millimeter und die Spurweite vorne und hinter je 1325 Millimeter. Das offenbar auf den amerikanischen Markt abzielende Design stammte wiederum von der Carrozzeria Ghia.
Der Abarth Renault Frégate Boano war ein eleganter viersitziger Zweitürer. Motor, Getriebe und Chassis stammten von der Limousine Renault Frégate; der Vierzylinder-Reihenmotor hatte – wie schon der Alfa Romeo – ebenfalls 2,0 Liter Hubraum. Der Radstand betrug 2800 Millimeter, entsprach unverändert dem Ausgangsmodell und war damit das Fahrzeug mit dem längsten Radstand in der Geschichte der Marke Abarth überhaupt. Die Spurweite betrug vorne wie hinten 1400 Millimeter. Die Karosserie einschließlich Design stammte von der neu gegründeten Carrozzeria Boano, nachdem Mario Felice Boano sich von Ghia getrennt hatte.

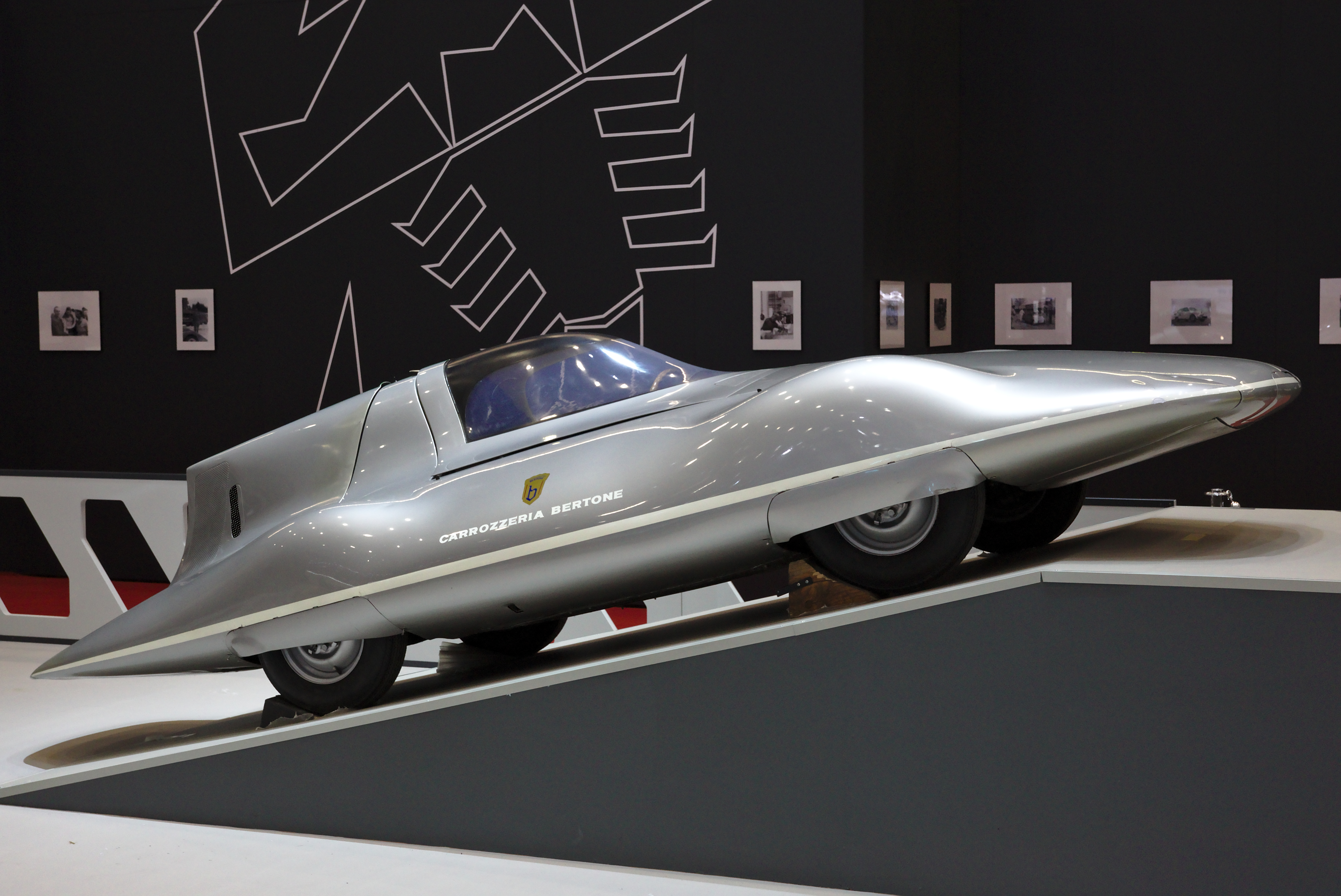
Abarth 750-Rekordwagen von 1956 mit Scaglione-Karosserie

Zwei weitere neue Modelle für das Jahr 1954 waren der Abarth 208A Spyder Boano und der Abarth 209A Coupé Boano, zwei „Show Cars“, die einzelstückweise zum Verkauf standen. Die Projektnummern 208A und 209A setzten die mit dem 204A von 1949 und dem 205A von 1951 begonnene Serie fort: Das dazwischen liegende Projekt 206 bzw. 206A betraf wahrscheinlich den für Rekordfahrten bestimmten Rennwagen mit Vierzylinder-Sportmotor und nur 500 Kubikzentimeter Hubraum; der Rennsportwagen Abarth 207A Spyder Corsa Boano debütierte offiziell erst im Folgejahr. Die Vierzylinder-Reihenmotoren mit 1,1 Liter Hubraum und die Getriebe der Modelle 208A und 209A stammten wiederum vom Fiat 1100; das Chassis war eine Eigenkonstruktion in Form eines leichten, stabilen Kastenrahmens. Der Radstand war mit 2034 Millimeter ungewöhnlich kompakt; die vordere Spurweite betrug 1229 Millimeter, die hintere 1212. Das charakteristische Design mit auffälligen Flossen auf den vorderen und hinteren Kotflügeln, Klappscheinwerfern und markanten Auspuffrohren, die eingebettet in der rechten Karosserieflanke unterhalb der Tür verliefen, stammte wiederum von der Carrozzeria Boano.
Im Jahr 1955 stellte die Marke schließlich den Abarth 207A Spyder Corsa Boano vor, mit dem Abarth – abgesehen von Einzelstücken – nach vierjähriger Abstinenz in den Motorsport zurückkehrte. Auch er nutzte den leistungsgesteigerten Motor und das Getriebe des Fiat 1100. Der Radstand betrug hier 2050 Millimeter, die Spurweiten vorne und hinten wiederum 1229 und 1212 Millimeter. Das Boano-Design ähnelte weitgehend den Modellen 208A und 209A, jedoch war der Beifahrerplatz regelmäßig abgedeckt und statt einer herkömmlichen Windschutzscheibe befand sich allein vor dem Fahrer eine kleine Plexiglasscheibe. Auf die Klappscheinwerfer wurde verzichtet, dafür besaß der 207A einen Höcker am Heck hinter dem Fahrerplatz, der das markante Design der Kotflügelfinnen aufgriff. Insgesamt entstanden zwölf Fahrzeuge der Serie 207A bis 209A, überwiegend Rennsport-Spider 207A und nur zwei Coupés 209A. Damit leiteten diese Modelle den Übergang zu der folgenden, kontinuierlichen Serienfertigung von Abarth-Automobilen vorrangig mit technischen Komponenten von Fiat ein.

### Abarth-Automobile auf Basis des zweizylindrigenFiat 500

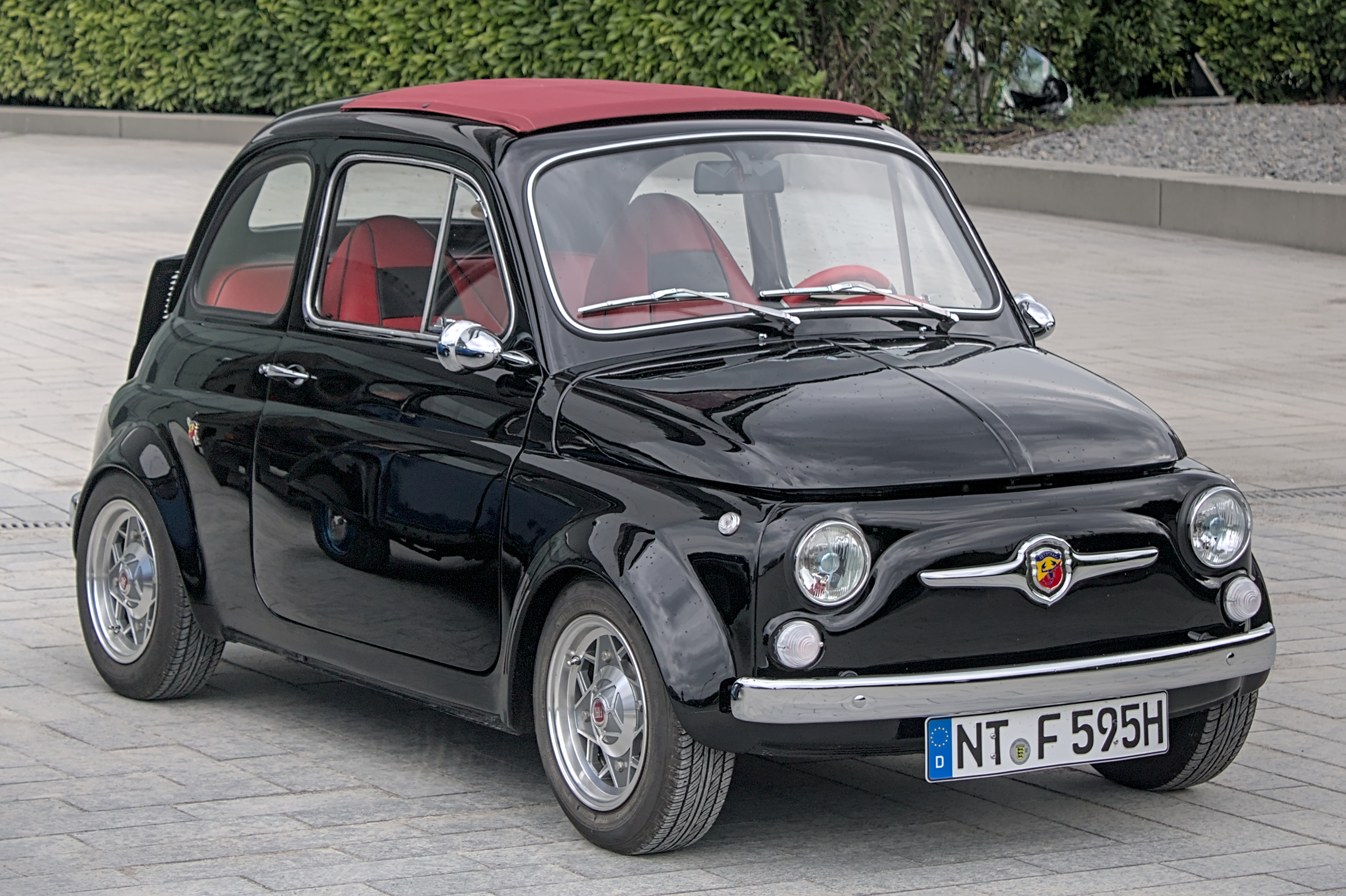
Abarth-Version auf Basis des Fiat 500

Von 1957 bis 1959 und von 1963 bis etwa 1971 baute Abarth diverse Modelle auf Basis des Kleinwagens Fiat 500. Fiat hatte ihn 1957 als Nuova 500 vorgestellt und 1960 zum 500 D modifiziert. Kennzeichen waren eine neue selbsttragende Karosserie mit besonders kompakten Abmessungen, eine Einzelradaufhängung vorne und hinten sowie ein luftgekühlter Hecktriebblock. Der Zweizylinder-Reihenmotor hatte nur 0,5 Liter Hubraum und bei einem Radstand von 184 Zentimeter waren die Großserienlimousinen nur 297 Zentimeter lang.
Noch 1957 stellte Abarth seine sportlich aufbereitete Variante Fiat 500 Elaborata Abarth als straßentaugliches Serienmodell vor, rückblickend vielfach auch als Fiat Abarth 500 Berlina bezeichnet. Die Spurweite blieb mit 1121 Millimeter vorne und 1135 Millimeter hinten gegenüber dem Ausgangsmodell unverändert, jedoch stieg die Leistung von 13 beziehungsweise 15 PS (9,5 bzw. 11 kW) bei 4000 Umdrehungen pro Minute auf 20 PS (14,5 kW) bei 5000 Umdrehungen pro Minute. Das Modell blieb jedoch nur kurz bis 1959 im Programm, weil Fiat selbst von 1958 bis 1960 den Nuova 500 Sport mit 21,5 PS (16 kW) anbot.
Ebenfalls noch 1957 stellte Abarth zwei sportliche Coupés auf derselben technischen Basis als „Show Cars“ vor: Von dem Fiat 500 Elaborata Abarth Coupé Zagato, der sogar 23 PS (17 kW) leistete und eine Höchstgeschwindigkeit von 133 Kilometer pro Stunde erreichte, entstanden in der Folgezeit einige wenige Exemplare; sein Kennzeichen war eine hoch angesetzte Panoramaheckscheibe unmittelbar hinter der B-Säule. Dagegen blieb der Fiat 500 Elaborata Abarth Pininfarina Coupé vermutlich ein Einzelstück; seine Karosserie war eleganter, etwas geräumiger und zeigte kleine hintere Seitenscheiben mit einer normalen Heckscheibe.
Für das Jahr 1958 baute Abarth zwei spezielle Rennfahrzeuge auf Basis des Fiat Nuova 500 auf, um über lange Distanzen Landgeschwindigkeitsrekorde zu erzielen. Der Fiat 500 Elaborata Abarth Record besaß eine nur leicht modifizierte Serienkarosserie. Der Fiat Abarth 500 Pininfarina Record hatte hingegen einen Mittelmotor, einen auf 2000 Millimeter verlängerten Radstand und eine vorne auf 1140 Millimeter sowie hinten auf 1150 Millimeter verbreiterte Spur; besonders auffällig war die von Pininfarina gestaltete, besonders flache und extrem windschlüpfige Karosserie mit zentralem Einzelsitz.
Das letztgenannte Modell setzte die Reihe der Abarth-Rekordwagen fort, die Pininfarina im Jahr zuvor mit 1100 und 750 Kubikzentimeter Hubraum sowie Bertone 1956 mit 800, mit 750 und 500 Kubikzentimeter Hubraum eingekleidet hatten; der ältere Rekordwagen mit 500 Kubikzentimeter Hubraum hatte jedoch noch einen wassergekühlten, vom Fiat 600 abgeleiteten Vierzylinder-Reihenmotor.
Bereits 1960 hatte Fiat den Nuova 500 zum 500 D weiterentwickelt, der 18 PS (13 kW) bei 4400 Umdrehungen pro Minute leistete. Das nächste Abarth-Modell auf Basis des Fiat 500 erschien allerdings erst 1963, der Fiat Abarth 595 Berlina. Sein Motor trägt die Typennummer 205, das Fahrzeugmodell die Projektnummer 105. Wie beim Ausgangsmodell betrug die Spurweite nun 1150 Millimeter vorne und 1160 Millimeter hinten. Das auf 594 Kubikzentimeter vergrößerte Triebwerk leistete nun 27 PS (20 kW) bei 5000 Umdrehungen pro Minute. Abgesehen von der üblichen Modellpflege durch Fiat einschließlich der Weiterentwicklung zum 500 F blieb der Fiat Abarth 595 bis zum Auslaufen der Modellreihe um 1971 nahezu unverändert; unter den Abarth-Komplettfahrzeugen war er das Einstiegsmodell und erreichte mit die höchsten Produktionszahlen für ein einzelnes Abarth-Modell. Im Jahr 1969 ergänzte Abarth das Programm noch um die Variante 595 Berlina Lusso mit höherwertiger Innenausstattung.
Ergänzend zum Fiat Abarth 595 Berlina von 1963 nahm Abarth in den beiden Folgejahren noch die Serienfertigung von drei weiteren Sportlimousinen auf Basis des Fiat 500 D beziehungsweise später des 500 F auf, die ebenso eine reguläre Straßenzulassung erhalten konnten:
- Der Fiat Abarth 695 Berlina mit der Abarth-Projektnummer 106 war ab seiner Vorstellung auf dem Genfer Auto-Salon 1964 erhältlich und blieb bis 1968 im Programm. Sein Motor – weiterhin ein luftgekühlter Zweizylinder-Reihenmotor – erhielt die Typennummer 206; dieselbe Motor-Typennummer hatte Abarth bereits 1956 für das Triebwerk des Rekordwagens Fiat Abarth 500 Record Bertone verwendet, damals eine hubraumreduzierte Variante des wassergekühlten Vierzylinder-Reihenmotors des Fiat 600. Beim neuen Zweizylinder-Tipo 206 war der Hubraum auf 695 Kubikzentimeter vergrößert worden; er leistete in den ersten Monaten 36 PS (26,5 kW) bei 5200 Umdrehungen pro Minute, danach 30 PS (22 kW) bei 4900 Umdrehungen pro Minute.[7][29]
- Den Fiat Abarth 595 SS Berlina stellte das Unternehmen Anfang 1964 vor, produzierte ihn zunächst einzelstückweise vorrangig für den seriennahen Motorsport und übernahm ihn 1965 in das reguläre Verkaufsprogramm. Das Modell behielt die Abarth-Projektnummer 105 und blieb bis zum Auslaufen der Modellreihe etwa 1971 im Programm. Der Motor erhielt die Typennummer 205/A, die nicht mit der Projektnummer des Rennsportwagens Abarth 205A Berlinetta Vignale von 1951 zu verwechseln ist. Er leistete 32 PS (23,5 kW) bei 5200 Umdrehungen pro Minute.[7][29]
- Oberhalb des Fiat Abarth 595 SS Berlina und des 695 war der Fiat Abarth 695 SS Berlina angesiedelt. Er war ebenfalls auf dem Genfer Auto-Salon 1964 vorgestellt und zunächst einzelstückweise vorrangig für den seriennahen Motorsport hergestellt worden, ehe Abarth ihn 1965 in das reguläre Verkaufsprogramm übernahm. Das Modell behielt die Abarth-Projektnummer 106 und blieb ebenfalls bis zum Auslaufen der Modellreihe etwa 1971 im Programm. Der Motor erhielt die Typennummer 206/A und leistete 38 PS (28 kW) bei 5200 Umdrehungen pro Minute.[7][29][30]

Speziell für den Motorsport bot Abarth die Variante 695 SS assetto corsa an. Kennzeichen waren die aufgebördelten Kotflügel vorne und hinten; durch die aus dem Kotflügelblech herausgearbeiteten Verbreiterungen passten verbreiterte Felgen mit breiteren, renntauglichen Radialreifen in die Radhäuser. Weitere äußerliche Kennzeichen waren auffällige Aufkleber mit dem Abarth-Markenlogo und den Schriftzügen „Fiat Abarth“ und „695 SS“, ferner im Innenraum ein spezielles Abarth-Sportlenkrad.
Die äußerlich radikalste Abarth-Version auf Basis des Fiat 500 F war der Fiat Abarth 595 Competizione, der nur von 1970 bis 1971 und ausschließlich für den Einsatz auf der Rennstrecke angeboten wurde. Das Modell lief weiterhin unter der Projektnummer 105 und im Grundpreis war nur der Basismotor Typ 205 mit 27 PS (20 kW) enthalten. Äußerliches Kennzeichen waren die besonders breiten, separat aufgesetzten Kotflügelverbreiterungen. Sie ermöglichten, die Spurweite vorne um 3,5 Zentimeter und hinten um 3 Zentimeter auf 1185 beziehungsweise 1190 Millimeter zu verbreitern und zusätzlich besonders breite Felgen mit Rennreifen in Verbindung mit einem extremen Radsturz zu verwenden.
Von Mitte 1964 an bot Abarth für alle Modelle, die auf dem Fiat 500 in der Karosserievariante „Cabriolimousine“ oder „Limousine mit Stoffschiebedach“ aufgebaut waren, als Extra gegen Aufpreis spezielle strömungsgünstige Dachverkleidungen aus Kunststoff an. In ihrer extremsten Form verlängerten sie das Fahrzeugdach um mehrere Zentimeter nach hinten und sorgten durch scharfe Luftabrisskanten oberhalb des Rückfensters und seitlich an den C-Säulen für eine verbesserte Aerodynamik. Zudem senkte das leichte GFK-Material das Gewicht und den Fahrzeugschwerpunkt. Hersteller dieser Dachverkleidungen war bis 1967 das italienische, ebenfalls in Turin ansässige Unternehmen Carrozzeria Sibona-Basano; es hatte sich frühzeitig auf die Fertigung von Karosserie- und sonstigen Teilen aus glasfaserverstärktem Kunststoff spezialisiert und arbeitete seit 1963 als Karosseriebauunternehmen intensiv mit Abarth zusammen.
Das letzte Abarth-Projekt, bei dem das Unternehmen auf die Technik des Kleinwagens Fiat 500 F zurückgriff, war der Abarth SE 024 von 1971. Im Auftrag der obersten nationalen Motorsportbehörde Italiens CSAI entwarf Abarth einen Monoposto-Rennwagen mit freistehenden Rädern für eine kostengünstige Einsteiger-Formel mit 500 Kubikzentimeter Hubraum. Weil die Rennsportbehörde das Projekt jedoch vorzeitig aufgab, blieb es bei Entwürfen und kein Fahrzeug dieses Modells wurde je gebaut.
Zeitweilig dominierten die Abarth-Modelle auf Basis des zweizylindrigen Fiat 500 ihre Rennklassen bei Rundstrecken-, Slalom- und Bergrennen in erdrückender Weise: Manche Startfelder glichen zeitweilig einem Fiat-Abarth-Markenpokal; größte Gegner waren vielfach leistungsgesteigerte Puch-500-Kleinwagen; sie nutzten die gleichen Rohkarossen des Fiat 500, hier jedoch mit luftgekühlten Zweizylinder-Boxermotoren aus eigener Fertigung. Weitere Konkurrenten der kleinsten Abarth-Modelle waren der BMW 700 sowie die französischen Sportwagen von Automobiles René Bonnet und Panhard.

### Abarth-Automobile auf Basis desFiat 850

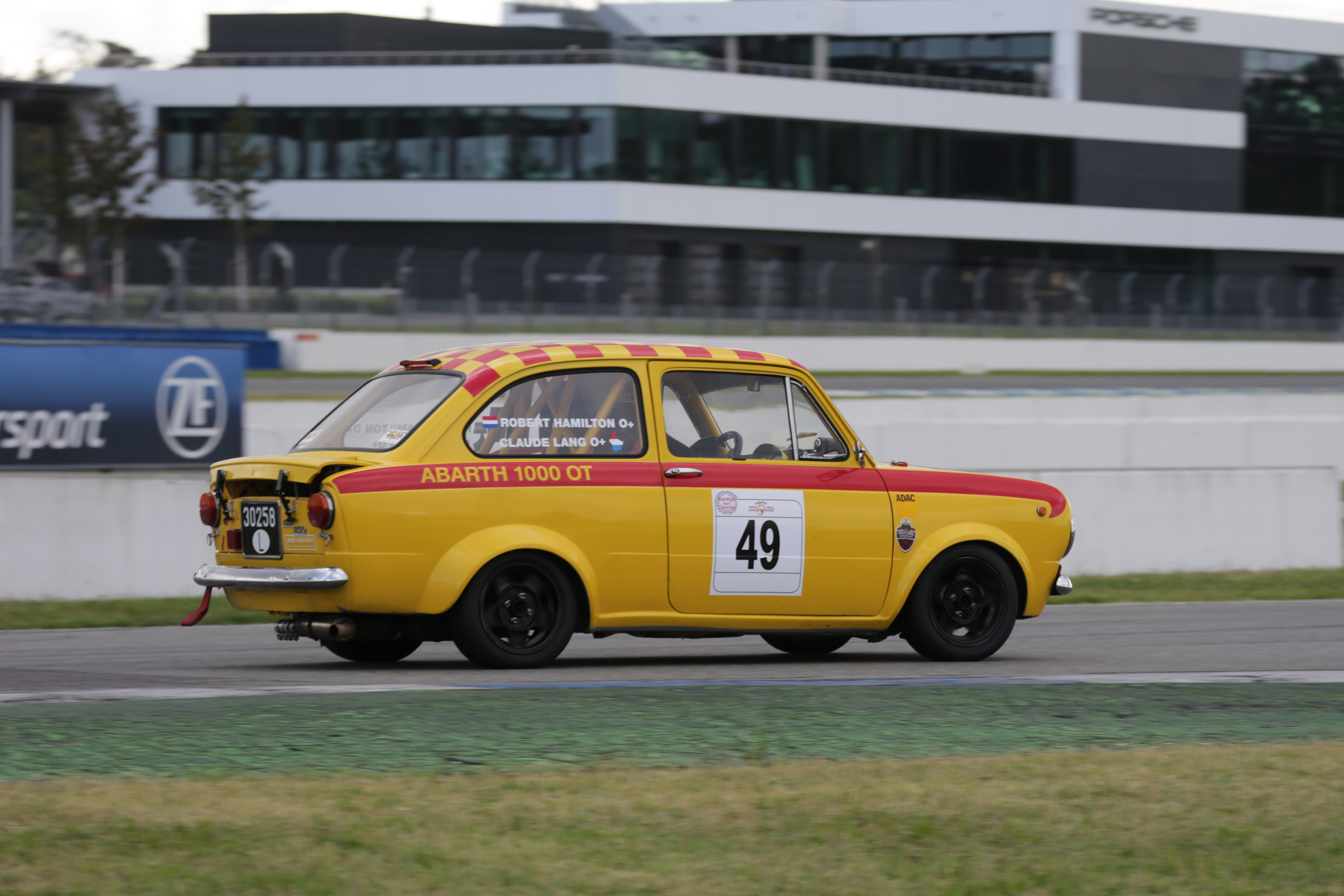
Die Rennversion Abarth 1000 OT (Omologato Turismo)

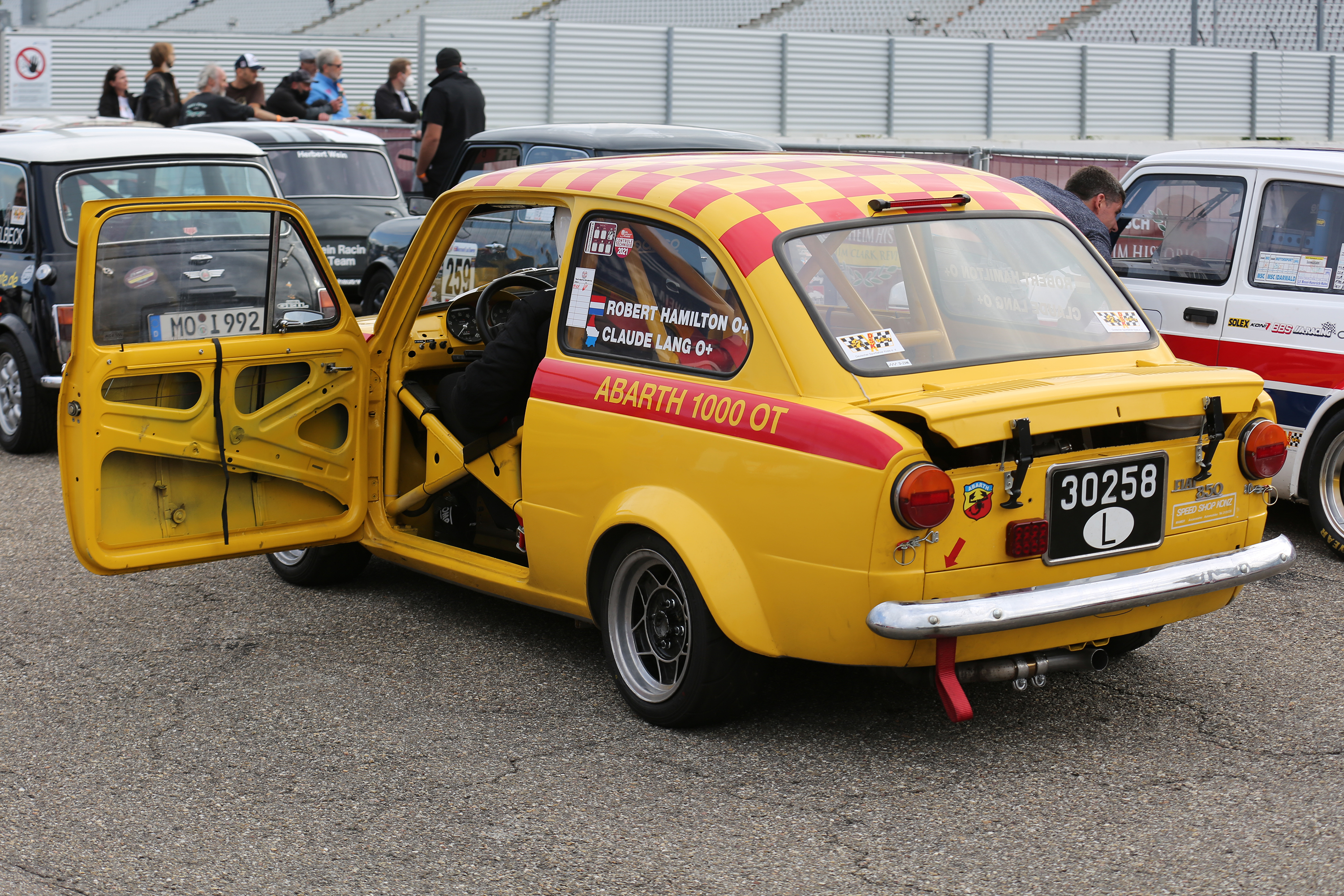
Überrollkäfig und Gewichtsreduzierung (durch Entfernung unnötiger Teile)

Von 1964 bis 1970 baute Abarth diverse Modelle auf Basis des Kleinwagens Fiat 850. Fiat hatte ihn als zweitürige Limousine 850 Berlina im April 1964 vorgestellt; das 2+2-sitzige, von Fiat selbst entworfene 850 Coupé sowie der zweisitzige, von Bertone gestaltete 850 Spider folgten offiziell im Frühjahr 1965. Kennzeichen waren neue selbsttragende Karosserien, eine gegenüber dem Fiat 600 D weiter verbesserte Einzelradaufhängung vorne und hinten sowie wiederum ein wassergekühlter Heckmotor. Der Vierzylinderreihenmotor hatte nun 843 Kubikzentimeter Hubraum und der Radstand betrug einheitlich 2027 Millimeter.
Noch 1964 stellte Abarth seine sportlich aufbereiteten Varianten des Fiat 850 vor. Um sie von den 850er-Modellen zu unterscheiden, die Abarth bereits seit 1960 auf Basis des Fiat 600 D fertigte, die TC-Baureihe, wurden die neuen Modelle als OT-Baureihe bezeichnet (italienisch: „Omologata Turismo“; deutsch: „als Tourenwagen homologiert“). Beide Motor-Baureihen mit 850 Kubikzentimeter Hubraum unterschieden sich allerdings hinsichtlich des Verhältnisses von Bohrung und Hub. Die neuen Abarth-Modelle behielten zumeist das handgeschaltete Vierganggetriebe des Fiat 850 sowie die normalen Spurweiten der Ausgangsmodelle von 1150 Millimeter vorne und 1160 Millimeter hinten.
Im Jahr 1964 erschienen gleich mehrere straßentaugliche Limousinen-Modelle. Einstiegsmodell war der Fiat Abarth OT 850. Bei Abarth erhielt er die Projektnummer 101. Der serienmäßige Fiat 850 Berlina leistete 34 PS (25 kW) bei 4800 Umdrehungen pro Minute beziehungsweise 37 PS (27 kW) bei 5000 Umdrehungen pro Minute beim 850 Super. Der Abarth-Motor vom Typ 201 erbrachte hingegen 44 PS (32,5 kW) bei 5400 Umdrehungen pro Minute beim OT 850/130 und 53 PS (39 kW) bei 6000 Umdrehungen pro Minute beim OT 850/150.
Zeitgleich erschien unter der Projektnummer 102 der Fiat Abarth OT 1000 Berlina mit 1,0-Liter-Vierzylinder-Abarth-Motor vom Typ 202. Aus 982 Kubikzentimeter Hubraum resultierten 54 PS (40 kW) bei 5200 Umdrehungen pro Minute.
Unter der Projektnummer 100/B erschien der Fiat Abarth OTR 1000 Berlina mit 1,0-Liter-Vierzylinder-Abarth-Motor vom Typ 200. Er unterschied sich durch einen neuen Zylinderkopf; dabei steht der Buchstabe „R“ für „Radiale“ und bezieht sich auf die V-förmig statt parallel hängenden Ventile sowie formgünstige halbkugelförmige Brennräume, die eine deutliche Leistungssteigerung ermöglichten.
Das radikale Spitzenmodell trug die Projektnummer 135 und die Modellbezeichnung Fiat Abarth OT 1600 Berlina; auch er war grundsätzlich straßenzulassungsfähig, jedoch entstanden von ihm – ausschließlich 1964 – nur einzelne Exemplare. Er nutzte einen 1,6-Liter-Vierzylinder-Abarth-Motor vom Typ 235 mit zwei obenliegenden Nockenwellen (DOHC-Ventilsteuerung) und enormen 154 PS (113 kW) bei 7000 Umdrehungen pro Minute; das Triebwerk war bereits 1962 in einem Abarth Simca 1600 GT präsentiert worden. Besondere Kennzeichen des OT 1600 Berlina waren eine Differentialsperre und ein spezielles Abarth-6-Gang-Schaltgetriebe vom Typ 132; große Kotflügelverbreiterungen ermöglichten, die Spurweite vorne um 17 Zentimeter auf 1320 Millimeter zu vergrößern und breite Sportreifen zu nutzen. Viele der speziellen Fahrwerks- und Antriebskomponenten übernahm Abarth in den beiden Folgejahren für die zweisitzigen Rennsportwagen Abarth 1600 OT Spyder mit der Projektnummer 135/A.
Noch extremer, aber in dieser Form 1964 nur ein „Show Car“ war der Fiat Abarth OT 2000 Berlina mit der Projektnummer 136 und dem Spitznamen „Mostro“ (auf Deutsch: „Monster“). Er entsprach weitgehend dem OT 1600 Berlina, nutzte jedoch einen 2,0-Liter-Vierzylinder-Abarth-Motor vom Typ 236, ebenfalls mit zwei obenliegenden Nockenwellen. Viele der speziellen Fahrwerks- und Antriebskomponenten entstammten den zweisitzigen Rennsportcoupés Abarth Simca 2000 GT von 1963 mit der gleichen Projektnummer. Nur 1965 entstanden einige Einzelstücke des OT 2000 Berlina unter der Projektnummer 136/C als Nachfolger des OT 1600 Berlina. Die Spurweite betrug nun einheitlich 1200 Millimeter vorne und hinten. Einige seiner Fahrwerks- und Antriebskomponenten übernahm Abarth im Folgejahr für die zweisitzigen Rennsportwagen Abarth 2000 OT Spyder mit der Projektnummer 136/A sowie weitere Rennsportmodelle.
Dank enger Kontakte zu Fiat konnte Abarth schon Ende 1964 an sportlichen Varianten des anstehenden Fiat 850 Coupé arbeiten. Unter den Projektnummern 102/A und 102/D entstanden Vorläufer des Fiat Abarth OT 1000 Coupé mit 1,0-Liter-Vierzylinder-Abarth-Motoren vom Typ 202/A und 202/D.
Im Jahr 1965 ergänzten drei neue Serienmodelle das Abarth-Programm.
- Unter der Projektnummer 102/C entstand die Serienversion des Fiat Abarth OT 1000 Coupé mit dem 1,0-Liter-Vierzylindermotor vom Typ 202. Das serienmäßige Fiat 850 Coupé leistete damals mit 843 Kubikzentimeter Hubraum 47 PS (35 kW) bei 6200 Umdrehungen pro Minute; mit 982 Kubikzentimeter Hubraum standen im Abarth-Modell 62 PS (46 kW) bei 6150 Umdrehungen pro Minute zur Verfügung.[7][27][29][37]
- Unter der Projektnummer 100/C entstand das Fiat Abarth OTR 1000 Coupé mit dem 1,0-Liter-Vierzylindermotor vom Typ 200. Aus 982 Kubikzentimeter Hubraum resultierten hier dank des speziellen „Radiale“-Zylinderkopfes 74 PS (54 kW) bei 6500 Umdrehungen pro Minute.[7][29][38]
- Unter der Projektnummer 102/S entstand der Fiat Abarth OT 1000 Spider mit dem 1,0-Liter-Vierzylindermotor vom Typ 202. Mit 982 Kubikzentimeter Hubraum leistete er auch in diesem Modell 62 PS (46 kW) bei 6150 Umdrehungen pro Minute; der serienmäßige Fiat 850 Spider kam mit 843 Kubikzentimeter Hubraum hingegen nur auf 49 PS (36 kW) bei 6200 Umdrehungen pro Minute.[7][27][29][39]

Lediglich ein „Show Car“ blieb das 1965 präsentierte Modell Bertone Abarth OT 1000 Berlinetta beziehungsweise Bertone Abarth OTR 1000 Berlinetta. Es basierte auf der von Bertone gestalteten Spider-Karosserie, die der Designer und Karosseriebauer mit einem fest montierten Dach modifizierte. Kombiniert wurde die Karosserie mit einem 1,0-Liter-Vierzylindermotor von Abarth, entweder vom Typ 202 mit parallel hängenden Ventilen oder vom Typ 200 mit „Radiale“-Zylinderkopf, V-förmig hängenden Ventilen und halbkugelförmigen Brennräumen.
Im Jahr 1966 ergänzten vier weitere straßenzulassungsfähige Modelle auf Basis des Fiat 850 das Abarth-Angebot. Unter der Projektnummer 103 entstand der Fiat Abarth OTR 850 Berlina. Als einziges Abarth-Modell erhielt die Limousine den Vierzylindermotor Typ 203; bei ihm war der Motorblock des Typs 201 mit 850 Kubikzentimeter Hubraum aus dem OT 850 Berlina mit dem speziellen „Radiale“-Zylinderkopf kombiniert. Die Spurweite vorne war um 4 auf 1146 Millimeter verringert, die Spurweite hinten hingegen um 51 Millimeter auf 1211 Millimeter verbreitert, was sich positiv auf das Fahrverhalten auswirkte.
Als Modellergänzung fungierte das Fiat Abarth OTS 1000 Coupé mit 68 PS (50 kW) bei 6400 Umdrehungen pro Minute; damit lag es zwischen dem OT 1000 Coupé mit 62 PS und dem OTR 1000 Coupé mit 74 PS.
Als Modellerweiterung nach oben diente das Fiat Abarth OT 1300/124 Coupé, das die Projektnummer 104 erhielt. Es kombinierte die Karosserie des Fiat 850 Coupé mit einem von Abarth modifizierten Motor aus dem im selben Jahr vorgestellten Fiat 124. Bei dem Abarth-Motor vom Typ 204 war der Hubraum von 1197 auf 1280 Kubikzentimeter vergrößert worden; dadurch erhöhte sich die Leistung von 60 PS (44 kW) bei 5600 Umdrehungen pro Minute auf 75 PS (55 kW) bei 6000 Umdrehungen pro Minute. Die Spurweite des Coupés war vorne um 9,5 Zentimeter auf 1245 Millimeter vergrößert, hinten sogar um 11 Zentimeter auf 1270 Millimeter. Ein weiteres äußerliches Kennzeichen war der vordere Kühlergrill, hinter dem sich der nach vorne verlegte Wasserkühler verbarg.
Ferner löste 1966 das Fiat Abarth OT 2000 America Coupé den Fiat Abarth OT 2000 Berlina ab. Das besonders für den amerikanischen Markt bestimmte Modell kombinierte die Mechanik der bisherigen Sportlimousine mit der gewohnten Coupékarosserie. Die vordere Spurweite blieb mit 1200 Millimeter unverändert; hinten entsprach sie mit 1270 Millimeter derjenigen des parallel vorgestellten OT 1300/124 Coupé.
Das Ende des OT 2000 Berlina ist auch vor dem Hintergrund zu sehen, dass Abarth Ende 1966 sämtliche Modelle auf Basis der 850er-Limousine einstellte: Die 850er- und 1000er-TC-Modelle auf Basis des Fiat 600 D waren leichter und kürzer, damit auch wendiger; dagegen waren die OT-1000-Coupés gegenüber den Limousinen aerodynamisch günstiger, so dass für Letztere nach rund zwei Jahren kein Bedarf mehr bestand.
Für das Jahr 1968 strukturierte Abarth sein Programm auf Basis des Fiat 850 um: Hintergrund war, dass Fiat seit 1967 eine eigenständige Coupéversion des 124 anbot; zudem überarbeitete das Unternehmen seine Modelle 850 Coupé und Spider technisch und optisch, die fortan aus 903 Kubikzentimeter Hubraum 52 PS (38 kW) bei 6500 Umdrehungen pro Minute leisteten. Abarth übernahm diese optischen Veränderungen. Das OT 1300/124 Coupé benannte das Unternehmen für die letzten beiden Jahre in Fiat Abarth OT 1300 Coupé um; inoffiziell findet sich häufig auch die Bezeichnung OT 1324, um eine Verwechslung mit den reinen Rennsportcoupés 1300 OT aus den Jahren 1965 bis 1967 zu verhindern. Dagegen entfiel der OT 1000 Spider 1968 ersatzlos, im Folgejahr auch das OTR 1000 Coupé. Für die Jahre 1969 und 1970 erhielt das OT 1000 Coupé den stärkeren Motor des bisherigen OTS 1000, womit die gesamte Baureihe Ende 1970 auslief.
Weitere Abarth-Modelle, die wesentliche technische Komponenten des Fiat 850 nutzten, insbesondere Fahrwerkskomponenten, waren
- der reinrassige Rennsportwagen Abarth Simca 2000 GT mit der Projektnummer 136 aus den Jahren 1963 bis 1968,
- die reinrassigen Rennsportwagen Abarth 1300/1600/2000 OT Spyder und Coupé mit den Projektnummern 135/A, 136/A, 137 und 137/C aus den Jahren 1965 bis 1967,
- die Straßensportwagen Fiat Abarth 1300/1300 S/1300 SS Scorpione Francis Lombardi mit den Projektnummern 104 G und 104 S aus den Jahren 1968 bis etwa 1971 sowie
- die beiden „Show Cars“ Abarth Coupé Giugiaro 1600 mit den Projektnummern 104 G und 104 S sowie Abarth Pininfarina 2000 Coupé, jeweils aus dem Jahr 1969.[7]

## Abarthheute
Seit 2007 gibt es die traditionsreiche Marke Abarth wieder offiziell. Sie wird jedoch zu 100 % von der Fiat Group Automobiles kontrolliert und unter dem Namen Abarth & C. SpA vertrieben. Die Marke kümmert sich um die Produktion von sportlichen Versionen von Fiat-Modellen und vertreibt sie unter eigenem Firmenlogo.
Da der Name in den USA nicht den Bekanntheitsgrad wie in Europa hat, tritt Abarth dort nicht als eigene Marke auf, sondern als Fiat. Die Fahrzeuge werden dort als "Fiat Elaborazione Abarth" vermarktet.

## Aktuelle Modelle

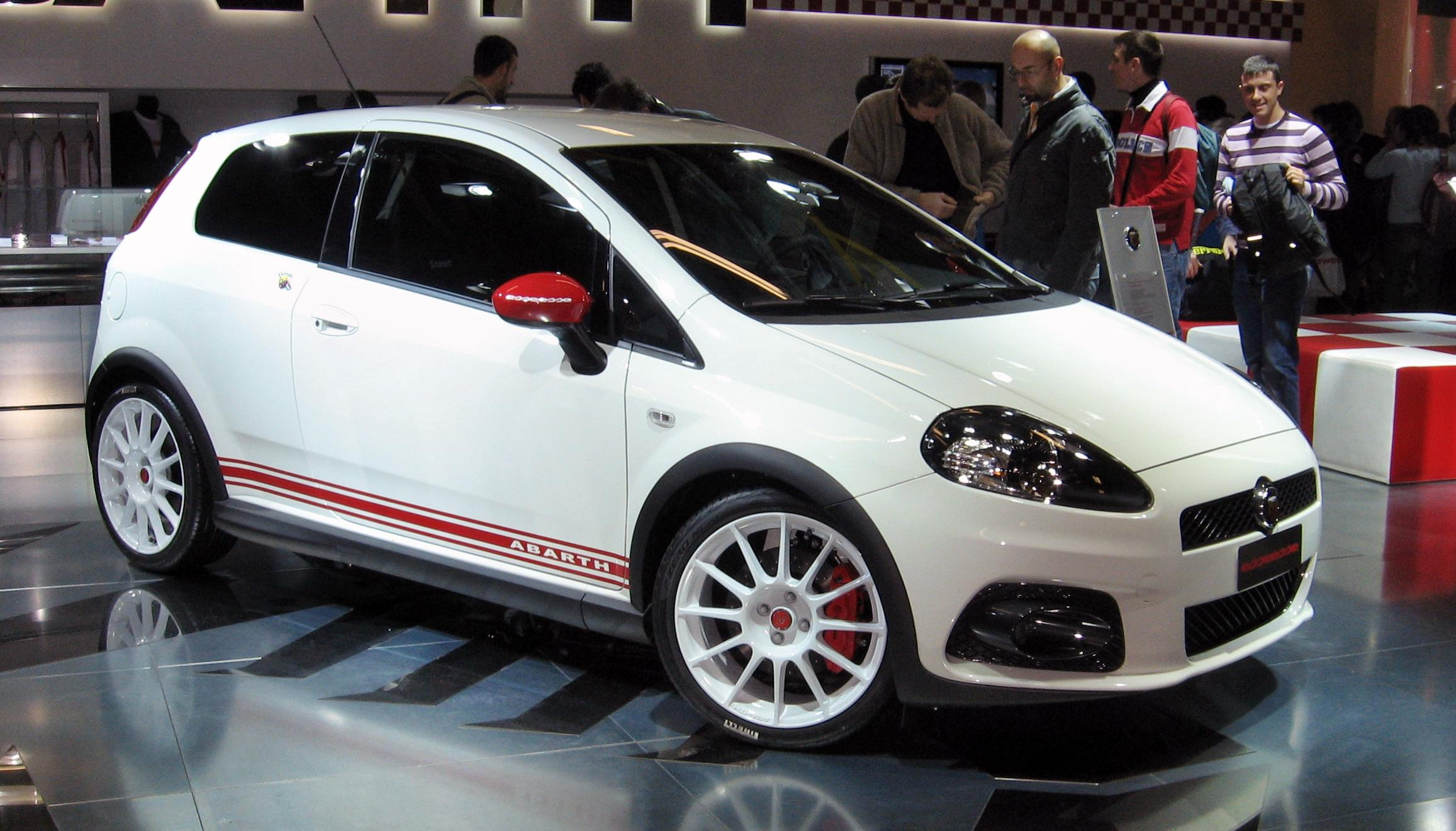
Grande Punto Abarth

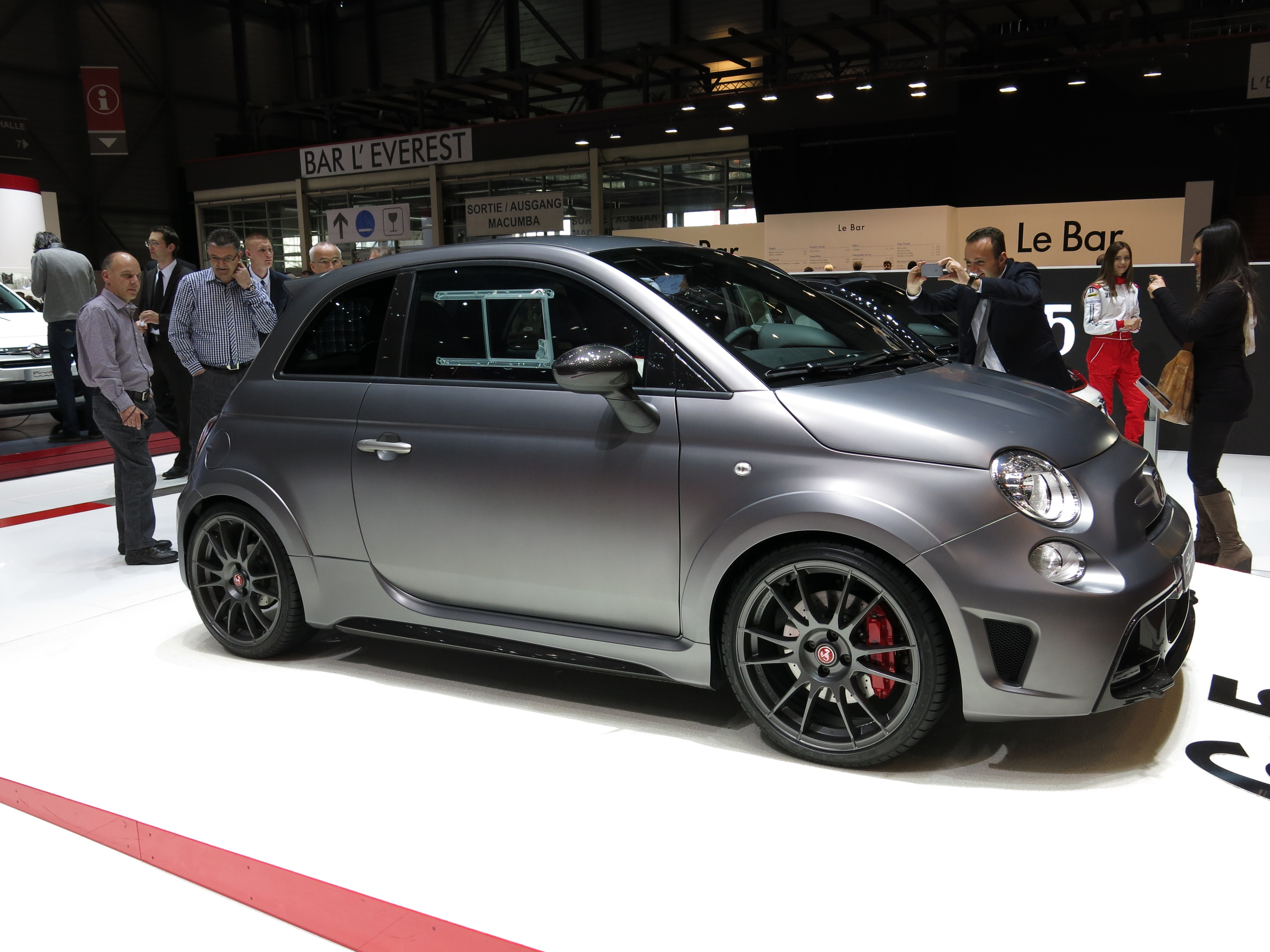
Abarth 695 Biposto

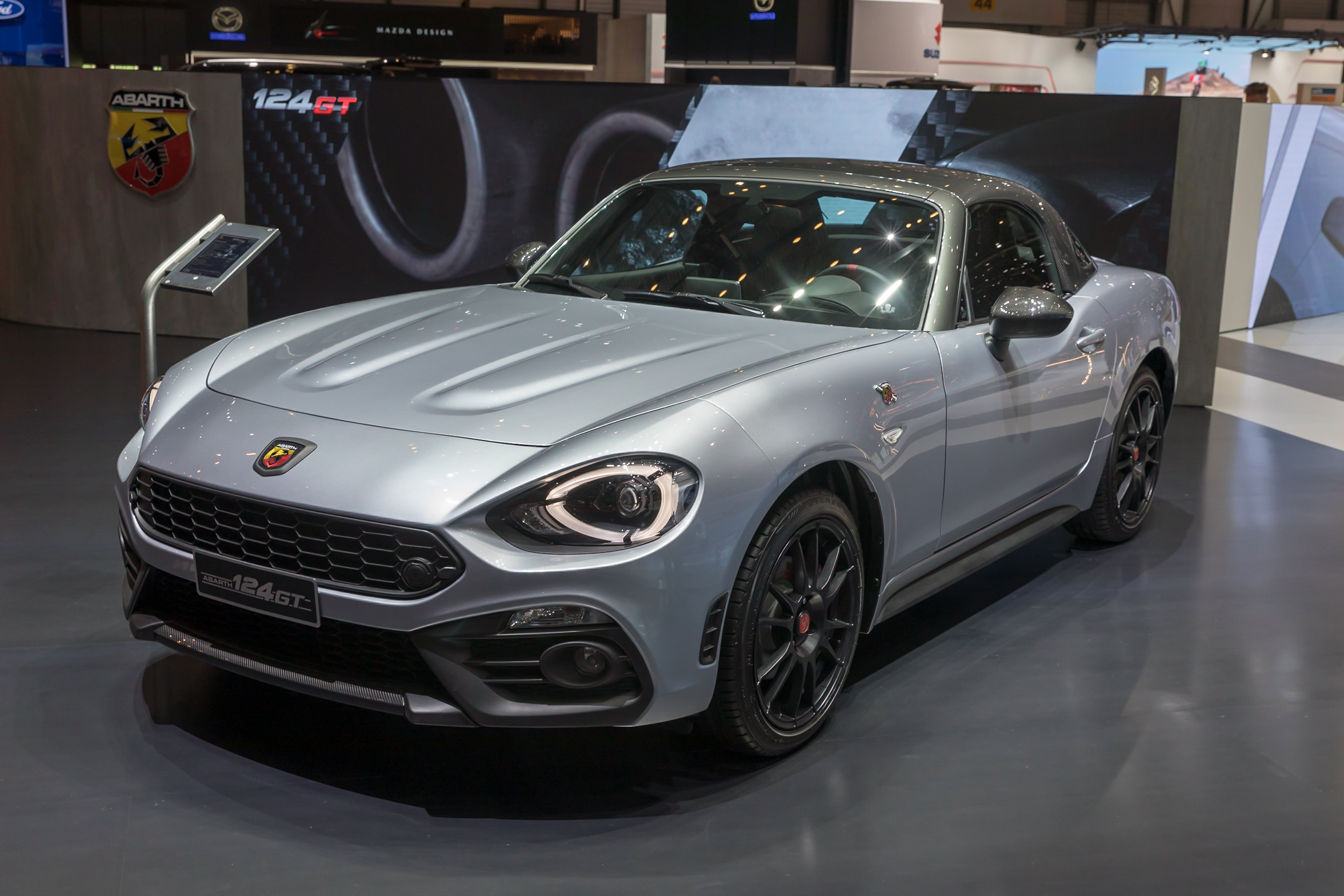
Abarth 124 GT

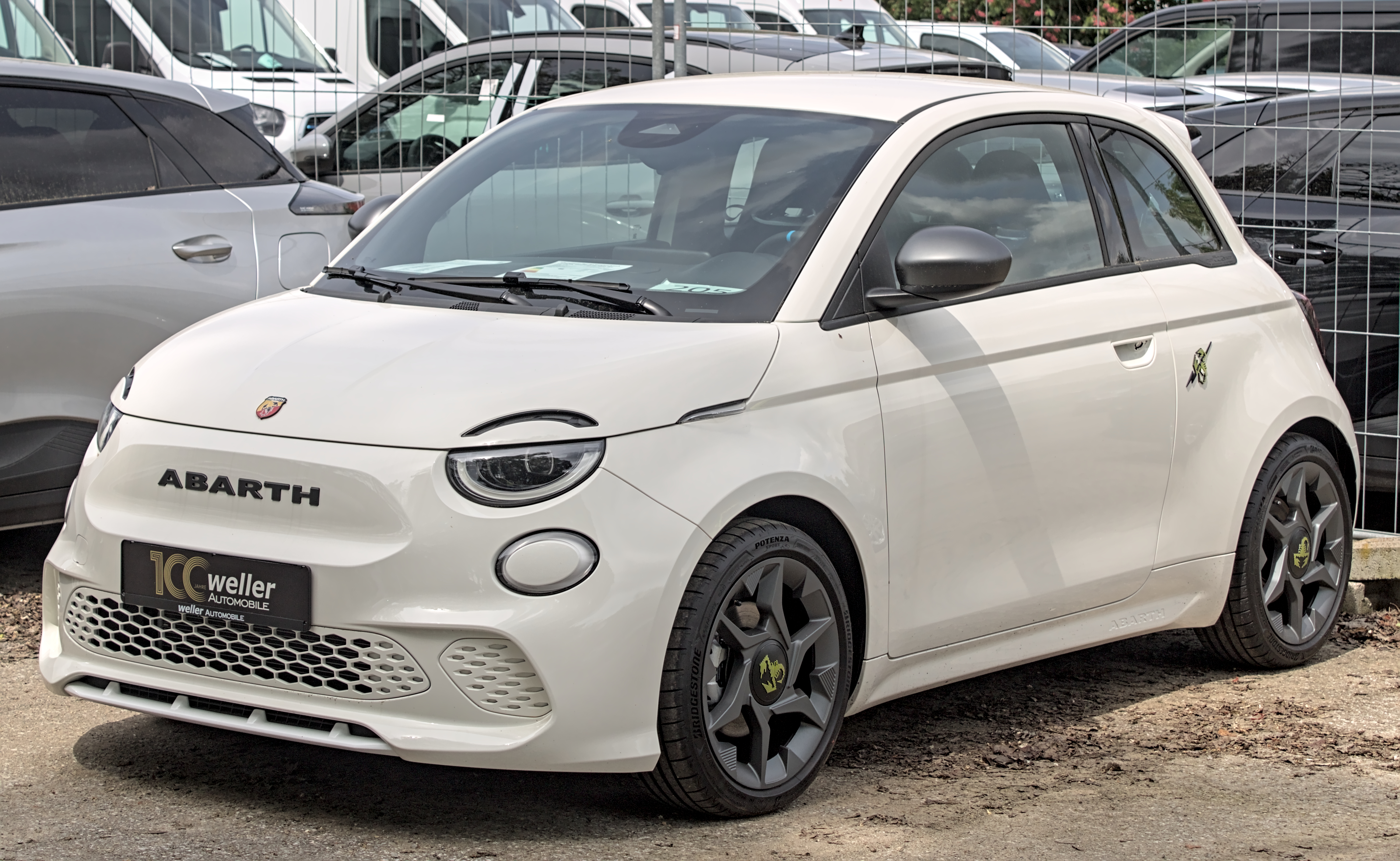
Abarth 500e

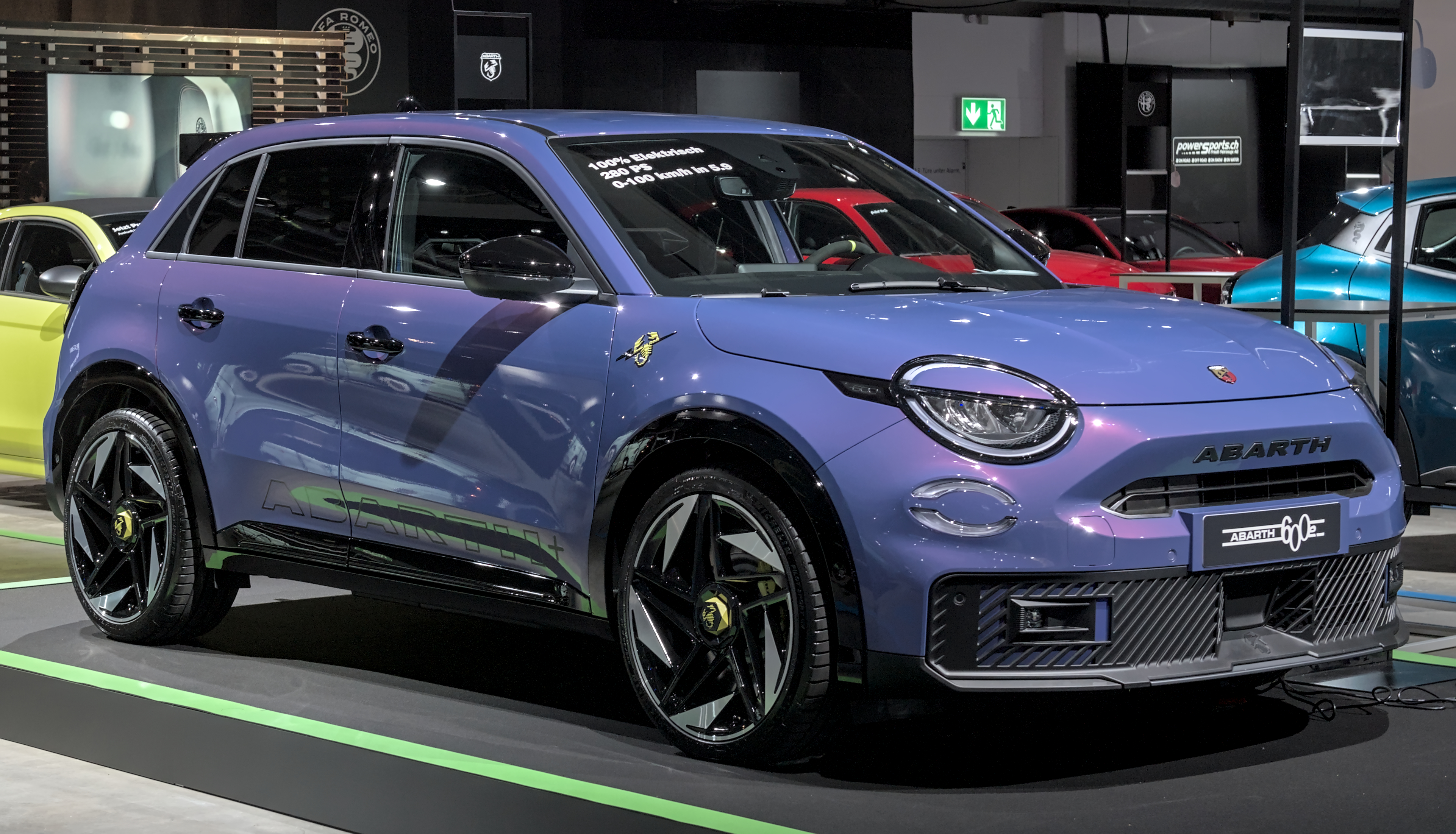
Abarth 600e

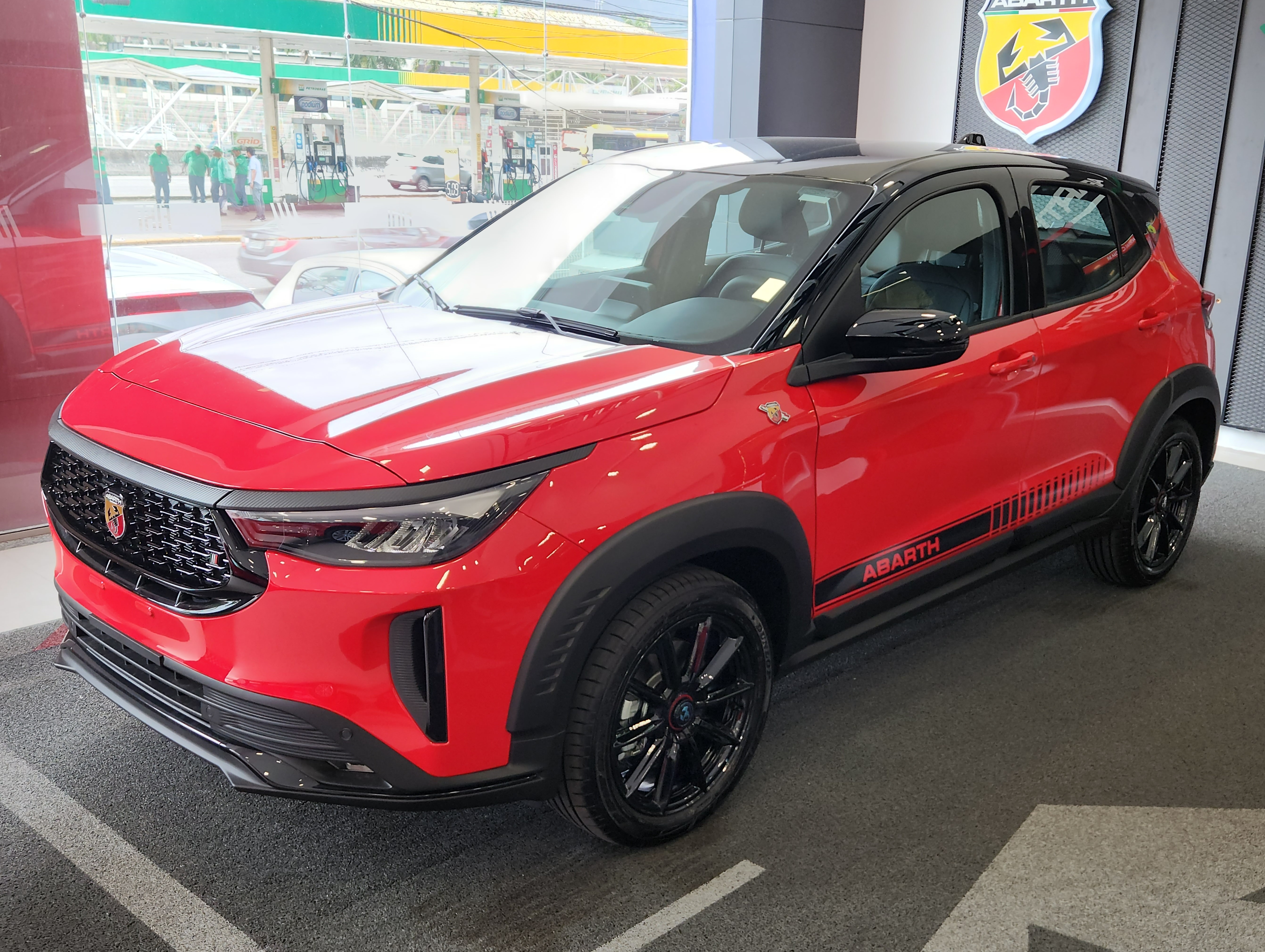
Abarth Pulse

- Abarth Grande Punto 1.4 T-Jet 114 kW (155 PS) Ende 2007 bis Juli 2010
- Abarth Grande Punto esseesse, 1.4 T-Jet 132 kW (180 PS) Mai 2008 bis Juli 2010
- Abarth Grande Punto Supersport, 1.4 T-Jet 132 kW (180 PS) September 2009 bis Juli 2010
- Abarth Grande Punto S2000, 199 kW (270 PS), Rallye Version
- Abarth Punto Evo 1.4 MultiAir 120 kW (163 PS) Juli 2010 bis Januar 2011
- Abarth Punto 1.4 MultiAir 120 kW (163 PS) Januar 2011 bis September 2013
- Abarth Punto Supersport 1,4 Multi Air 132 kW (180 PS) August 2012 bis September 2013

0
- Abarth 500 1.4 T-Jet 99 kW (135 PS) seit Juli 2008/seit Mitte 2015 nun 103 kW (140 PS)
- Abarth 500 esseesse, 1.4 T-Jet 118 kW (160 PS) seit November 2008
- Abarth 500C 1.4 T-Jet 103 kW (140 PS) seit Juli 2010
- Abarth 500C esseesse, 1.4 T-Jet 118 kW (160 PS) seit Herbst 2010
- Abarth 500e, seit 2023
- Abarth 600e, seit 2024
- Abarth Monster Energy, seit September 2020[44]
- Abarth 595, 1.4 T-Jet 107 kW (145 PS) seit Mai 2016
- Abarth 595 50* Anniversario 132 kW (180 PS) seit Ende 2013
- Abarth 595 Turismo, 1.4 T-Jet 118 kW (160 PS) seit August 2012
- Abarth 595 Competizione, 1.4 T-Jet 118 kW (160 PS) seit August 2012/seit Mitte 2015 180 PS
- Abarth F595 ''Fun''[45]
- Abarth 695 Tributo Ferrari, 132 kW (180 PS) seit Juli 2010, limitiert auf 1.695 Stück
- Abarth 695 Edizione Maserati 132 kW (180 PS) seit Anfang 2013, limitiert auf 499 Stück
- Abarth 695 Biposto, 1.4 T-Jet 140 kW (190 PS) seit September 2014 bis Juni 2016
- Abarth 124 Spider, 1,4 MultiAir 125 kW (170 PS), 2016 bis 2020
- Abarth Pulse, seit 2022
- Abarth Fastback, seit 2023
- 500 Abarth Assetto Corse 1.4 T-Jet 140 kW (190 PS)
- 500 Abarth R3T 1.4 Turbo 132 kW (180 PS)

Mit den zwei letztgenannten Modellen wird um die Trofeo 500 Abarth gefahren. Die technischen Daten der beiden letzten Modelle:

### Motor

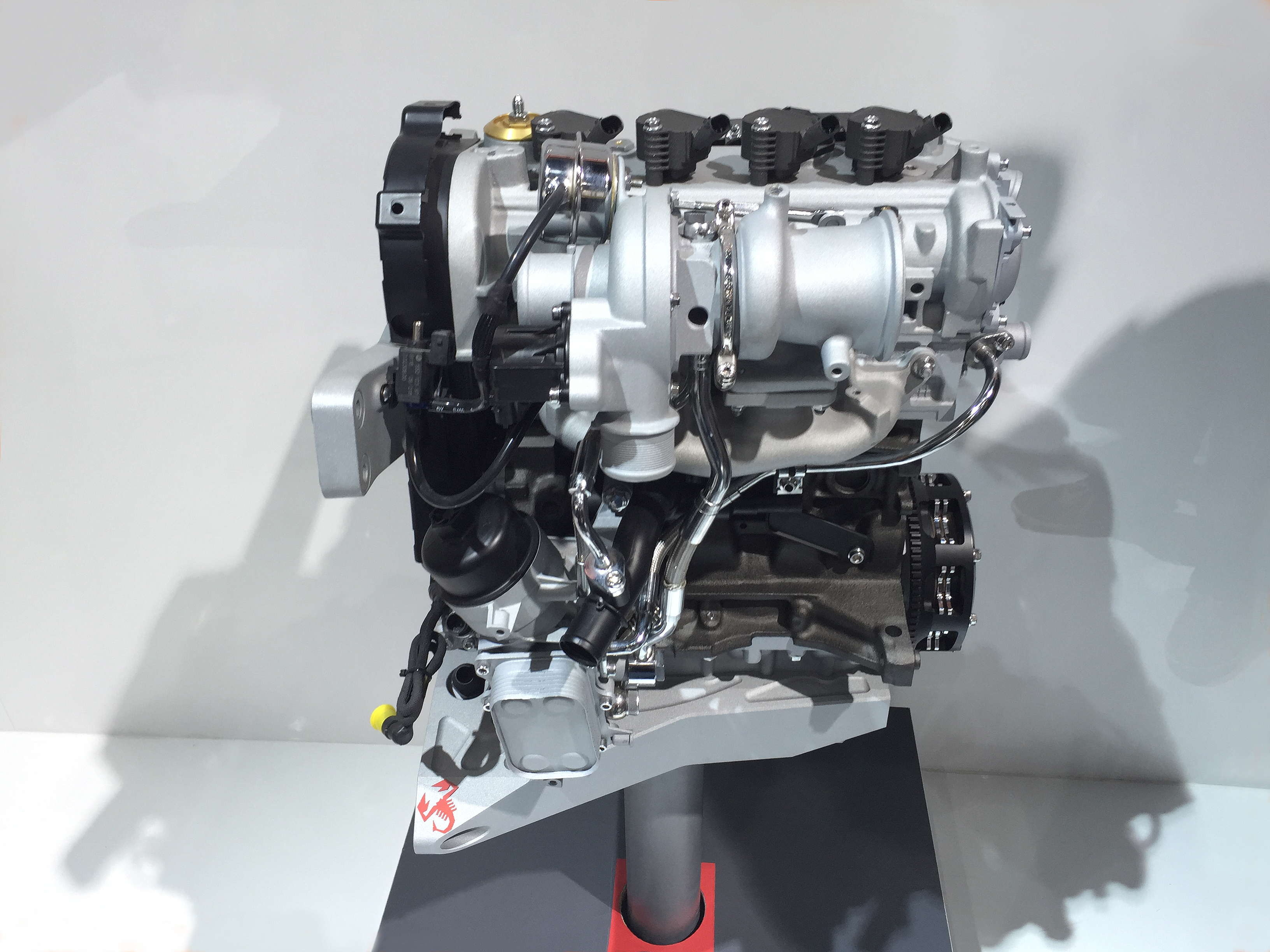
Modell des 1.4-Liter-Reihenvierzylinder-Turbo-Ottomotor (T-JET) von Abarth auf der IAA 2015

- Vierzylinder-Reihenmotor mit 16 Ventilen und Turboaufladung, 1368 cm³ brutto
- Leistung: die Rallye-Version wird mit 132 kW bei 5500/min angegeben, die Rennversion mit 140 kW (190 PS)
- Drehmoment: 300 Nm bei 3000/min
- Garrett GT1446a Turbolader, 29 mm Restriktor im Lufteinlass
- Spezialschlauchverbindungen (verstärkt) für Kühlwasser und Ansaugluft

### Antrieb
- sequenzielles Sechsganggetriebe von Sadev, Frontantrieb mit Differenzialsperre
- Zweischeibenkupplung 184 mm (Metall-Keramik)
- Spezial-Halbwellen

### Fahrwerk
- vorne MacPherson-Federbeine, verstellbare Stoßdämpfer mit höhenverstellbaren Federtellern für die Schraubenfedern. Durch Beilagscheiben einstellbarer Sturz
- hinten Raumlenkerachse, Stoßdämpfer, Fahrzeughöhe und Sturz einstellbar wie vorne

### Lenkung
- Servolenkung mit elektrischem Antrieb (EPS)

### Bremsen
- vorn Brembo Bremssattel mit vier M4X40 Kolben, innenbelüftete Scheibe 295 mm × 28 mm
- hinten Brembo Bremssattel mit 36 mm Kolben, massive Bremsscheibe 240 mm × 11 mm
- Rennbremsklötze v + h
- Hydraulische Handbremse
- Bremskraftverteilung einstellbar

### Weitere Daten
- Abmessungen: Länge 3657 mm, Breite 1627 mm Radstand 2300 mm
- Fahrzeuginnenraum ausgeräumt, in die Karosserie eingeschweißter Überrollkäfig; Sicherheitszelle aus Stahlrohr und Schalensitze mit Hosenträgergurten für Fahrer und Beifahrer (nur die Verankerungspunkte gehören zum Lieferumfang)
- Gewicht: 1080 kg

Den Rallye-Abarth selbst kann man für 48.000 Euro (netto und rennfertig) mit Straßenzulassung kaufen.

## Autoteile und Motoren
Bekannt unter dem Namen Abarth waren in den 1960er- und noch bis in die 1970er-Jahre die Auspuffanlagen und Lenkräder.
- Bialbero-Motor mit zwei obenliegenden Nockenwellen (DOHC)

## Ergebnisse im Motorsport

### Siege in der Sportwagen-Weltmeisterschaft
| Jahr | Rennen                            | Fahrzeug                   | Fahrer 1            | Fahrer 2          |
| ---- | --------------------------------- | -------------------------- | ------------------- | ----------------- |
| 1962 | Coppa Maifredi                    | Fiat-Abarth 1000           | Ludovico Scarfiotti |                   |
| 1962 | Großer Preis von Berlin           | Fiat-Abarth 1000           | Robert Jenny        |                   |
| 1962 | Coppa Città di Enna               | Fiat-Abarth 1000           | Marsilio Pasotti    | Giancarlo Scotti  |
| 1962 | 500-km-Rennen auf dem Nürburgring | Fiat-Abarth 1000 Bialbero  | Eberhard Mahle      |                   |
| 1963 | 3-Stunden-Rennen von Sebring      | Fiat-Abarth 1000           | Hans Herrmann       |                   |
| 1963 | Coppa Maifredi                    | Fiat-Abarth 1000           | Marsilio Pasotti    | Benedetto Guarini |
| 1963 | 3-Stunden-Rennen von Monza        | Fiat-Abarth 1000           | Romano Perdomi      |                   |
| 1963 | Coppa Città di Enna               | Fiat-Abarth 1000           | Romano Perdomi      |                   |
| 1963 | 500-km-Rennen auf dem Nürburgring | Fiat-Abarth 850            | Hans Herrmann       | Teddy Pilette     |
| 1963 | Coppa Inter-Europa 1963           | Abarth-Simca 1300 Bialbero | Tommy Spychiger     |                   |
| 1964 | Großer Preis von Monza            | Abarth-Simca 1300 Bialbero | Franco Patria       |                   |
| 1964 | Coppa Città di Enna               | Abarth-Simca 2000 GT       | Hans Herrmann       |                   |
| 1964 | 500-km-Rennen auf dem Nürburgring | Abarth-Simca 1300 Bialbero | Hans Herrmann       | Klaus Steinmetz   |
| 1965 | Coppa Bologna                     | Abarth-Simca 1300 Bialbero | Herbert Demetz      |                   |
| 1965 | Coppa Inter-Europa 1965           | Abarth-Simca 1300 Bialbero | Klaus Steinmetz     |                   |
| 1965 | Corsa della Mendola               | Abarth-Simca 2000 GT       | Herbert Demetz      |                   |
| 1966 | 500-km-Rennen auf dem Nürburgring | Abarth 1300 GT             | Ernst Furtmayr      |                   |
| 1967 | Großer Preis von Hockenheim       | Abarth 1300 GT             | Toine Hezemans      |                   |